# Australische Cricket-Nationalmannschaft
Die australische Cricket-Nationalmannschaft (englisch Australia national cricket team) vertritt Australien auf internationaler Ebene in der Sportart Cricket. Sie ist Vollmitglied im International Cricket Council (ICC) und damit berechtigt Tests gegen andere Vollmitglieder auszutragen. Das Team wird vom Verband Cricket Australia (CA) geleitet, der 1905 als Australian Board of Control for International Cricket (ABCIC) gegründet wurde.
Australien bestritt im März 1877 gegen England den ersten Test in der Geschichte des internationalen Cricket. Ebenso bestritten beide Länder im Januar 1971 das erste One-Day International (ODI) und im Februar 2005 Australien sein erstes Twenty20 International (T20I) gegen Neuseeland. Im Test Cricket sind das wichtigste Ereignis die Serien gegen England, bei der um die bekannteste Trophäe im internationalen Cricket, The Ashes, gespielt wird. Der Mannschaft gelang es in der Vergangenheit, sechs Cricket World Cups (1987, 1999, 2003, 2007, 2015 und 2023), zwei Mal die Champions Trophy (2006 und 2009), ein Mal den T20 World Cup (2021) und ein Mal die World Test Championship (2021–2023) zu gewinnen. 25 ehemalige australische Spieler wurden in die ICC Cricket Hall of Fame aufgenommen.

## Geschichte

### Einführung und Verbreitung von Cricket

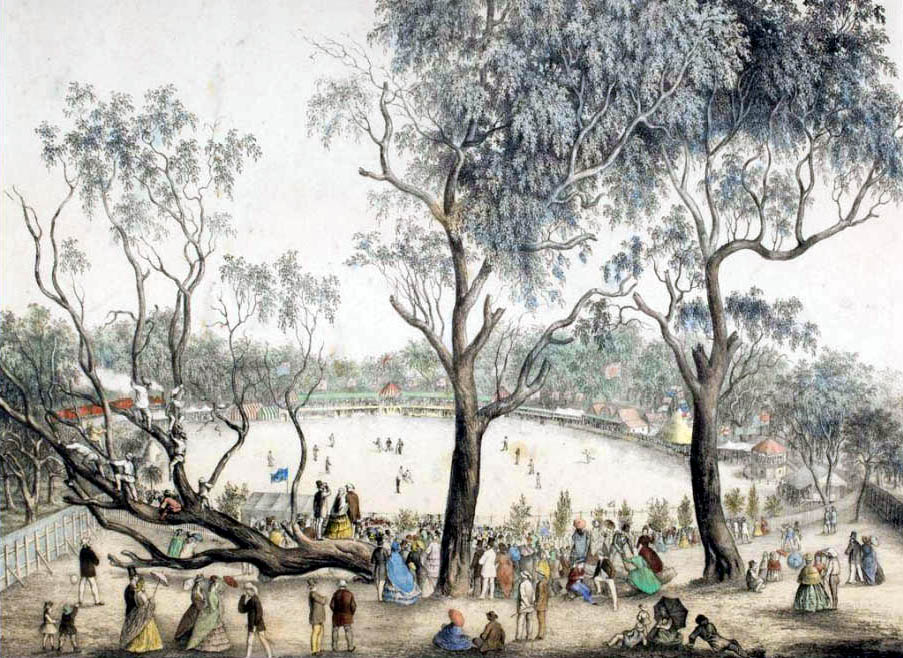
Cricketspiel auf dem Melbourne Cricket Ground am 1. Januar 1864

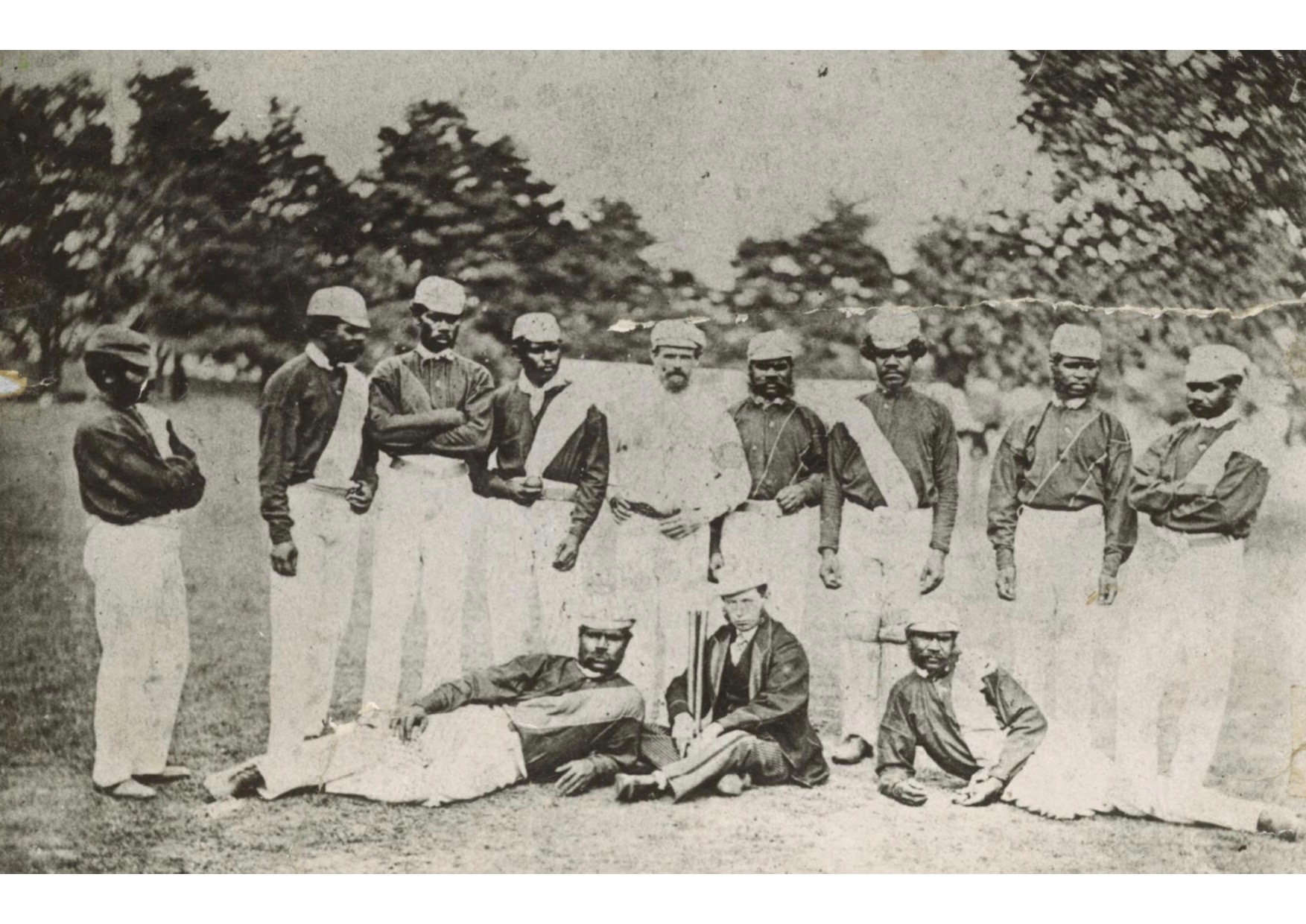
Das Aborigines-Cricketteam der Englandtour 1868, Charles Lawrence in der Mitte

Wie in anderen Teilen der Welt brachten britische Siedler das Cricketspiel nach Australien, wo es schnell Beliebtheit erlangte. Das erste überlieferte Cricketspiel auf australischem Boden wurde im Dezember 1803 in Sydney bestritten und nach einem Bericht in der Sydney Gazette vom 8. Januar 1804 hatte der Sport in der neuen Kolonie bereits Wurzeln geschlagen. Gegen 1826 wurden Cricket Clubs wie der Currency Cricket Club, der Military Cricket Club und der Australian Cricket Club gegründet. Diese frühen Spiele wurden im Hyde Park und Racecourse bestritten. Kurze Zeit später folgte die Gründung der ersten Cricket Clubs in Van Diemen’s Land (heute Tasmanien) wie 1832 in Hobart und 1843 in Launceston. 1838 entstand in Victoria mit dem Melbourne Cricket Club (MCC) wahrscheinlich Australiens exklusivster und einflussreichster Cricket Club. Clubs in den anderen Kolonien folgten 1839 in South Australia und Western Australia, und 1835 fand ein Spiel zwischen einer Mannschaft bestehend aus Arbeitnehmern und Mechanikern gegen Bauarbeiter des neuen Regierungsgebäudes in Perth statt.
Als im Februar 1851 Cricketspieler aus Victoria Tasmanien besuchten, begann das interkoloniale Cricket. Das Spiel wurde am 11. und 12. Februar in Launceston bestritten und Tasmanien gewann mit drei Wickets. Bis 1854 folgten drei weitere Spiele zwischen beiden Mannschaften, danach war jedoch die Überquerung der Bass-Straße für die Mannschaft Victorias immer weniger wichtig und der Fokus verschob sich auf die Nachbarkolonie New South Wales. Diese Spiele sorgten für ein großes Interesse, wie sich bei einer Zuschauermenge von 15.000 bei einem Spiel in Sydney im Januar 1853 zeigte. Cricket Boards wurden in weiteren Kolonien gegründet: 1857 in New South Wales, 1864 in Victoria und 1871 in South Australia.
1861/62 unternahm eine englische Mannschaft die erste private Tour nach Australien, finanziert vom Catering-Unternehmen Spiers & Pond. Die von H. H. Stephenson angeführte Mannschaft bestand vor allem aus Cricketspielern aus Surrey. Obwohl sie nicht völlig ausgewogen war, galt sie doch als ziemlich stark. Obschon die Mannschaften der örtlichen Bevölkerung meist unterlagen, sorgte die Tour dennoch für großes Interesse und war für die Cricketspieler und Organisatoren finanziell erfolgreich. Eine weitere Tour folgte 1863/64, angeführt von George Parr, und erwies sich als noch erfolgreicher.
Als 1868 Aborigines die erste australische Mannschaft zusammenstellten und eine Englandtour unternahmen, begann für Australien das internationale Cricket. Die Mannschaft wurde von Charles Lawrence angeführt, einem Spieler von Stephensons 1861er-Mannschaft, der nach Australien ausgewandert war; sie bestand überwiegend aus Spielern aus Harrow und Edenhope im Wimmera-Gebiet West-Victorias. Die Mannschaft verfügte über herausragende Spieler wie Johnny Mullagh und gewann 14 der 47 Spiele, spielte 19 Mal unentschieden und verlor 14 Mal. Neben dem Cricket tat sich die Mannschaft vor, während und nach den Spielen auch in athletischen Disziplinen wie Bumerang- und Speerwerfen hervor. Der hohe Arbeitsdruck und die widrigen Wetterumstände forderten jedoch ihren Tribut, als King Cole während der Tour an Tuberkulose starb.

### Die ersten Tests

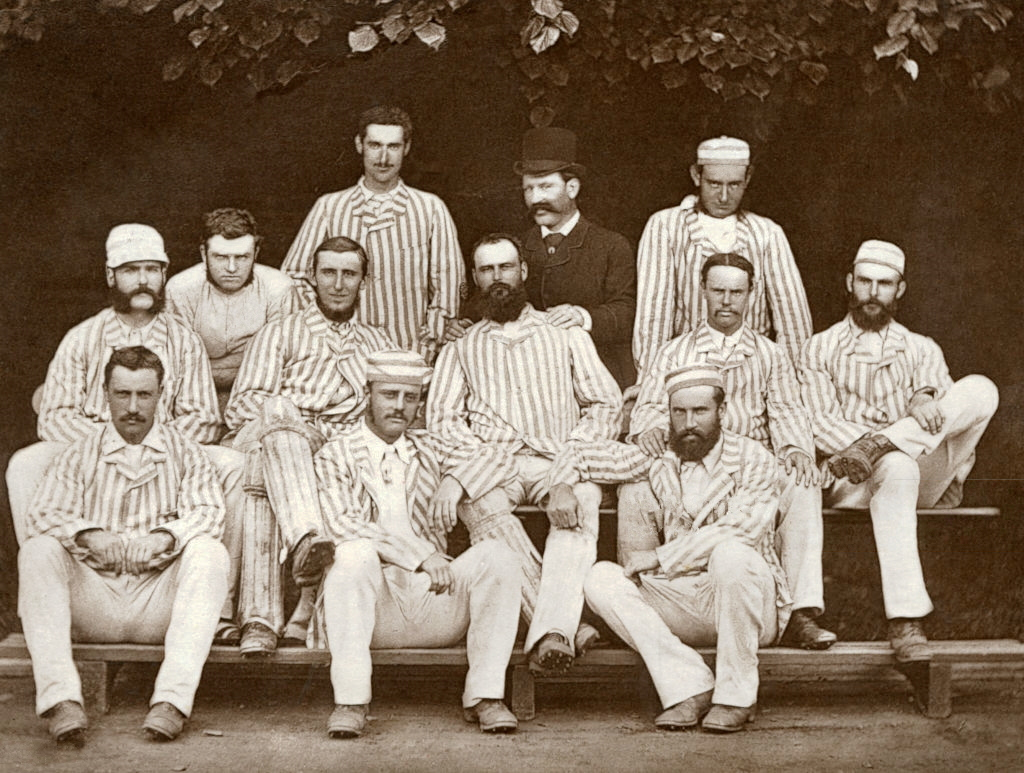
Die australische Cricket-Mannschaft der Englandtour 1878

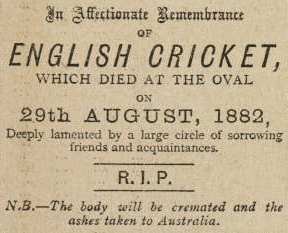
Die 1882 in The Sporting Times abgedruckte „Todesanzeige“

In den Saisons 1873/74 und 1876/77 erfolgten weitere Touren englischer Mannschaften (unter anderem mit dem damals wohl bekanntesten Cricketspieler W. G. Grace) nach Australien. Die Internationale Cricket-Saison 1876/77 blieb vor allem für ein Spiel zwischen einer Mannschaft bestehend aus Spielern aus New South Wales und Victoria gegen die besuchende englische Mannschaft am 15.–19. März 1877 im Melbourne Cricket Ground in Erinnerung. Das Spiel, das im Nachhinein als erster Test anerkannt wurde, gewann die australische Mannschaft mit 45 Runs. Charles Bannerman erzielte mit 165 Runs das erste Century. Das Resultat dieses Spiels wird sowohl in England als auch in Australien der Qualität des Crickets in Australien zugeschrieben. Die große Entfernung zwischen beiden Nationen erschwerte das Test Cricket, das damals nur zwischen England und Australien ausgetragen wurde, denn gegenseitige Touren per Schiff nahmen mehrere Monate in Anspruch. Wegen der großen Schwierigkeiten der damals langen Touren galt der „ausgeruhte“ Gastgeber in der Regel als Favorit. Trotz Australiens im Vergleich zu England kleinerer Bevölkerung war die Mannschaft wettbewerbsfähig und verfügte ebenso über herausragende Spieler. Die meisten Cricketspieler stammten damals vor allem aus New South Wales oder Victoria, die einzige Ausnahme war der vielseitige All-rounder George Giffen aus South Australia.
Höhepunkt der frühen australischen Cricketgeschichte war der Test 1882 in England im Londoner Oval, den Australien überraschenderweise mit sieben Runs gewann, womit die gegenseitige Heimdominanz ein Ende fand. In dem Spiel erzielte Frederick Spofforth sieben Wickets für 44 Runs im vierten Innings und sicherte den australischen Sieg ab, da er der englischen Mannschaft das Erreichen der Vorgabe von 85 Runs verwehrte. Nach dem Spiel veröffentlichte The Sporting Times eine ironische „Todesanzeige“ auf das englische Cricket. Aus diesem Zeitungsscherz entstanden die berühmten Ashes, der Länderwettbewerb zwischen Australien und England im Test-Cricket um eine Urne als Trophäe. Seitdem ist dieser Wettstreit einer der traditionsreichsten im internationalen Sport. Die „Todesanzeige“ lautete folgendermaßen:

„In Affectionate Remembrance of English Cricket, WHICH DIED AT THE OVAL 29th AUGUST, 1882, Deeply lamented by a large circle of sorrowing friends and acquaintances. R. I. P. / N.B.—The body will be cremated and the ashes taken to Australia.“

„In liebevoller Erinnerung an das englische Cricket, das am 29. August 1882 im Oval verstarb, zutiefst beklagt von einem großen Kreis trauernder Freunde und Bekannter. R. I. P. / P.S.—Der Leichnam wird eingeäschert und die Asche nach Australien überführt.“

### Die ‘Golden Age of Cricket’

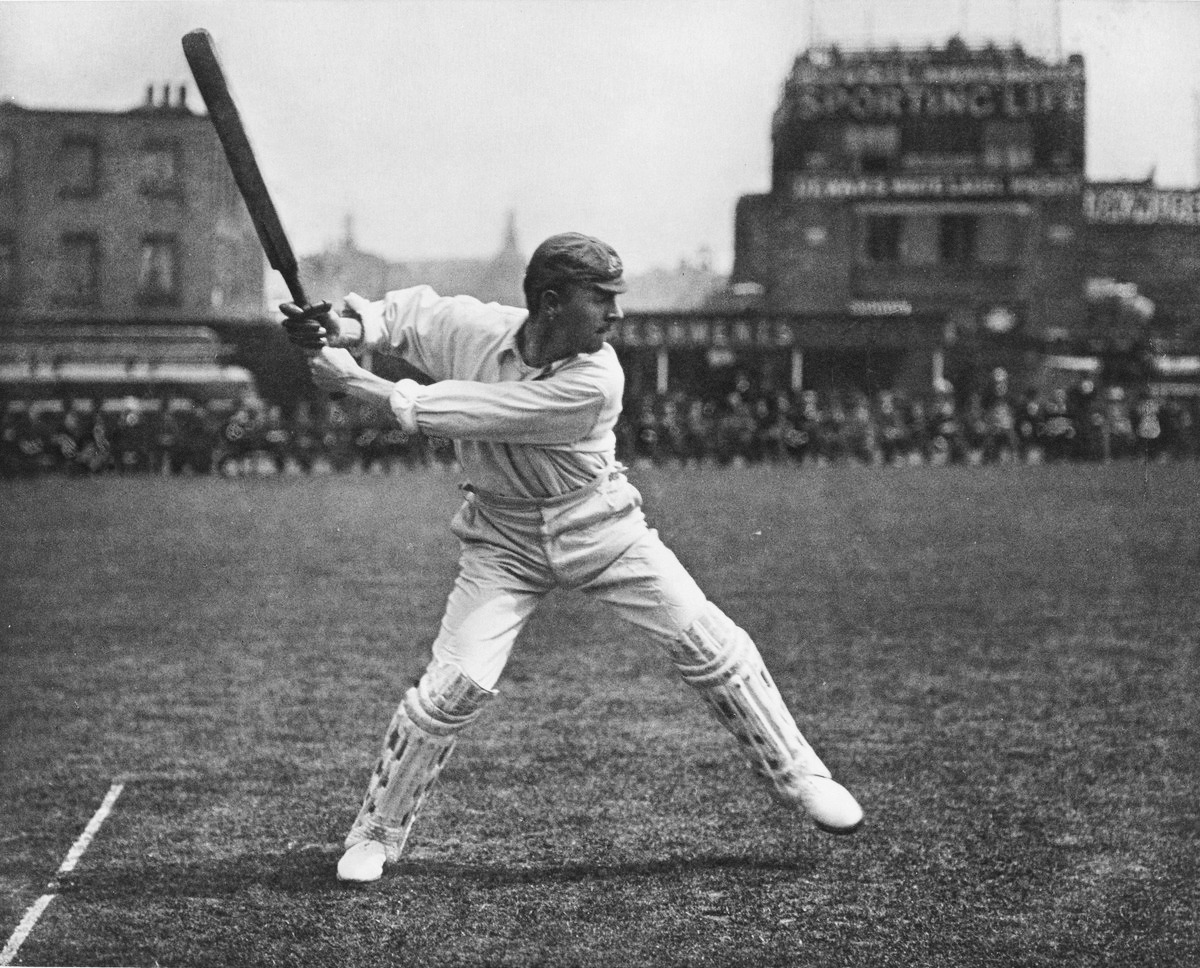
„Sprung für einen direkten Boundary“, George Beldam, ca. 1905 – vermutlich eines der bekanntesten Fotos in der Cricketgeschichte

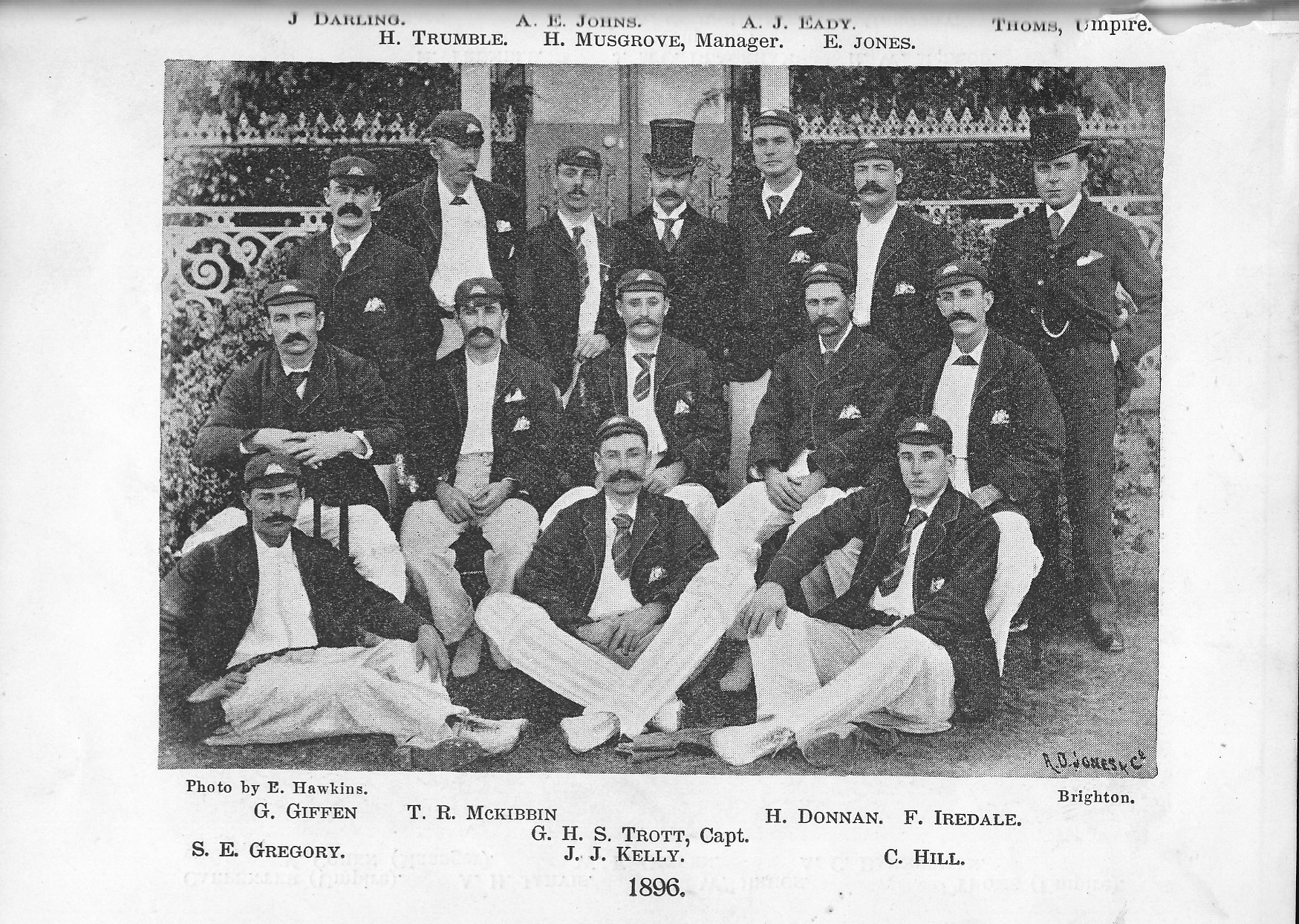
Die australische Mannschaft 1896

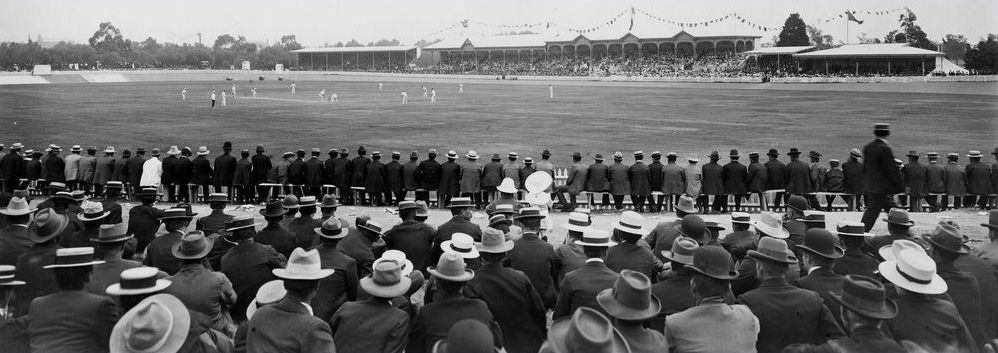
Der dritte Test zwischen Australien und England im Adelaide Oval, 1902

Die Zeit zwischen der Saison 1890 und dem Beginn des Ersten Weltkrieges 1914 wird oft als die „Golden Age of Cricket“ (die „Goldene Zeit des Crickets“) bezeichnet. Neben England, das auch weiterhin der Hauptkonkurrent der Australier blieb, kamen ab Ende des 19. Jahrhunderts Neuseeland und Südafrika als Mitstreiter hinzu. Die Ashes-Serien konnten weitestgehend ausgeglichen gestaltet werden und vor allem der Batter Victor Trumper war Star des australischen Teams. Am 15. Juni 1909 gründete der australische Verband zusammen mit England und Südafrika im Londoner Lord’s Cricket Ground die Imperial Cricket Conference (heute International Cricket Council, ICC).
In dieser „goldenen Ära“ des australischen Test-Crickets gewann die Mannschaft unter ihren Kapitänen Joe Darling, Monty Noble und Clem Hill acht der zehn Tests. Nach allgemeiner Ansicht begann die goldene Ära Australiens mit der englischen Australientour 1897/98 und hielt bis zur südafrikanischen Australientour 1910/11 an. Vor allem Australiens herausragende Batter, All-rounder und Bowler trugen dazu bei, dass es zur führenden Cricketnation der Zeit wurde.
Trumper gilt als einer der ersten Sporthelden Australiens, als der beste Batter vor Donald Bradman und als einer der beliebtesten Spieler Australiens. Er spielte in 49 Tests, ein neuer Rekord, und erzielte 3.163 Runs (ein weiterer Rekord) mit einer Net Run Rate von 39.04. Nach seinem frühen Tod mit 37 Jahren infolge Nierenversagens wurde in Australien Staatstrauer ausgerufen. Der Wisden Cricketers’ Almanack bezeichnete in seiner Todesmeldung Trumper als besten Batter Australiens: Of all the great Australian batsmen Victor Trumper was by general consent the best and most brilliant. („Von allen großen australischen Batsmen war Victor Trumper mit Abstand der beste und brillanteste.“)
Die letzten Jahre vor dem Ersten Weltkrieg waren geprägt vom Konflikt zwischen den Spielern, allen voran Clem Hill, Victor Trumper und Frank Laver, und dem Australian Cricket Board unter Peter McAlister, der versuchte, mehr Kontrolle über die Touren der Spieler zu erlangen. Dies führte zum Rückzug von sechs führenden Spielern (die sogenannten „Big Six“) während des Triangular Tournament 1912 in England, woraufhin Australiens Aufstellung als die einer B-Mannschaft galt. Dies war die letzte Serie vor Kriegsausbruch und Australien sollte für die folgenden acht Jahre kein internationales Cricket mehr spielen. Tibby Cotter starb während des Krieges in Palästina.

### Zwischen den Weltkriegen
Nach Ende des Ersten Weltkrieges wurden in der Saison 1920/21 die internationalen Touren wieder aufgenommen. Das von Johnny Douglas angeführte englische Team besuchte Australien, verlor jedoch alle fünf Tests (ein Whitewash) der Ashes-Tour gegen Australien unter Kapitän Warwick Armstrong. Spieler aus der Zeit vor dem Krieg hatten einen entscheidenden Anteil am Erfolg der Mannschaft, aber auch neue Spieler, sowie die sogenannten „twin destroyers“ („Zwillingszerstörer“) Jack Gregory und Ted McDonald trugen ihren Teil zum Erfolg der Mannschaft bei. Die australische Mannschaft konnte ihren Erfolg während ihrer Englandtour 1921 fortsetzen und gewann drei der fünf Tests (dies sollte zugleich Warwick Armstrongs letzte Testserie als aktiver Spieler sein). Damit gelang es Australien, in den Ashes die Oberhoheit zu erlangen. In den drei Serien zwischen 1920 und 1925 verlor es von den 15 gespielten Tests nur einen gegen die englische Mannschaft. In der zweiten Hälfte der 1920er Jahre ließ der Erfolg jedoch nach und Australien verlor 1928/29 erstmals wieder eine Tour seit 1911/12.

### Die Ära Bradman

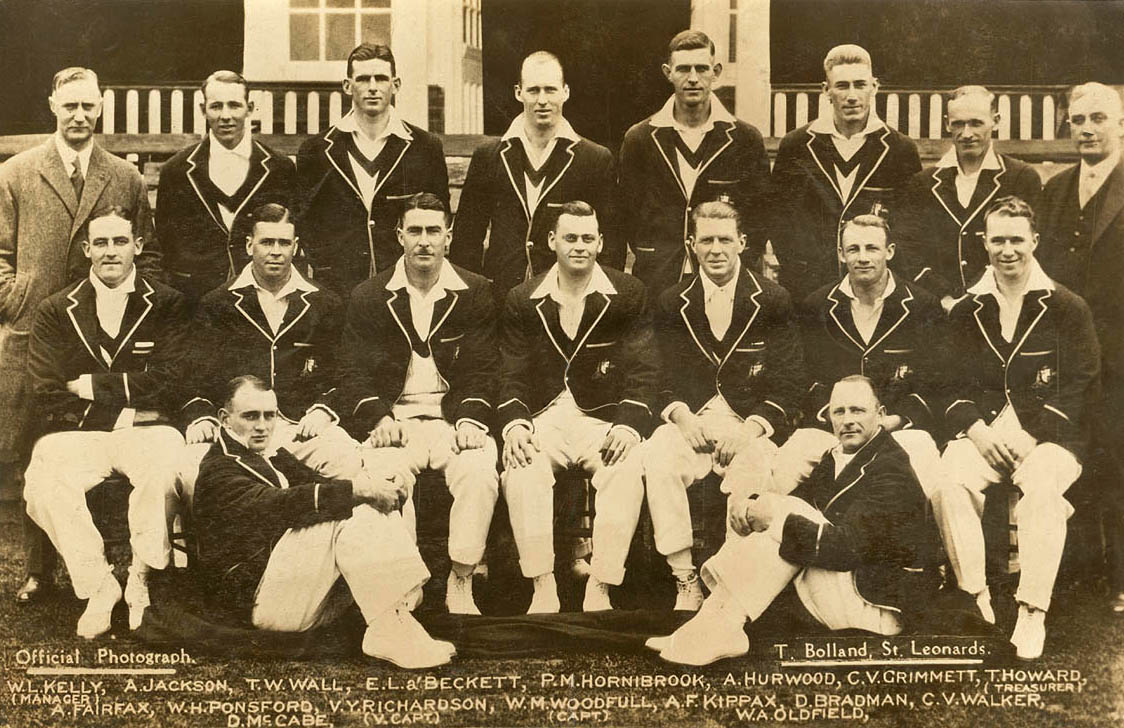
Die australische Mannschaft auf ihrer Englandtour 1930

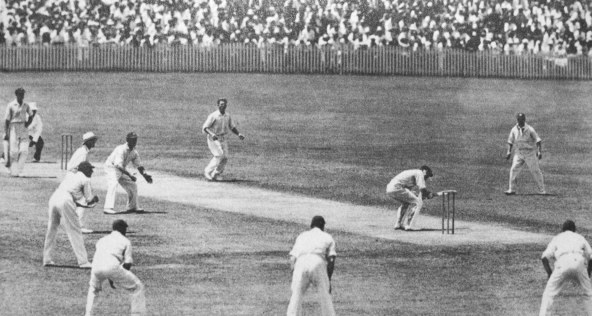
Bill Woodfull weicht einem gefährlichen Bodyline-Ball von Harold Larwood beim vierten Test der Bodyline Series 1933 aus

Die australische Englandtour 1930 läutete eine neue Erfolgsserie für die Australier ein. Die von Bill Woodfull angeführte Mannschaft – the unbowlable („der unbowlbare“) – bestand aus bekannten Spielern wie Bill Ponsford, Stan McCabe, Clarrie Grimmett, sowie das junge Pair Archie Jackson und Donald Bradman. Bradman entwickelte sich zum herausragenden Batter der Serie und erzielte rekordverdächtige 974 Runs, einschließlich eines Century, zweier Doppel-Centuries und eines Dreifach-Century, 334 Runs in Leeds, einschließlich 309 Runs an einem Tag. Jackson starb drei Jahre später im Alter von 23 an Tuberkulose, nachdem er in acht Tests gespielt hatte. Die Mannschaft galt allgemein als unbesiegbar und Australien gewann neun seiner folgenden zehn Tests.
Die englische Tour 1932/33 nach Australien entwickelte sich zur Bodyline Series 1932/33 und hallt bis heute im internationalen Cricket nach. Aufgrund der Dominanz Bradmans sahen sich die Engländer gezwungen, neue Methoden zu entwickeln, um Wickets zu erzielen. Der englische Kapitän Douglas Jardine beauftragte seine Bowler Bill Voce und Harold Larwood schnelle Bowls mit kurzer Distanz auf die Körper der australischen Batter zu spielen. Diese Taktik erwies sich als effektiv, doch die australischen Fans kritisierten sie als böswillig und unsportlich. Verletzungen bei Bill Woodfull, der knapp über dem Herz getroffen wurde, und Bert Oldfield, der einen Schädelbruch erlitt (jedoch nicht von einem Bodyline-Ball), heizten die Situation weiter an und führten während des dritten Tests fast zu Unruhen unter den 50.000 Zuschauern im Adelaide Oval. Der Konflikt führte fast zu einer diplomatischen Krise zwischen beiden Ländern, nachdem führende australische Politiker, darunter der Gouverneur von South Australia, Alexander Hore-Ruthven (selbst britischer Herkunft), bei ihren englischen Kollegen Protest eingereicht hatten. England gewann die Testserie mit 4–1, das Bodyline-Bowling wurde jedoch im folgenden Jahr verboten.
Die australische Mannschaft ließ das Ergebnis der Serie hinter sich und gewann die folgende Englandtour 1934. Die Mannschaft wurde von Bill Woodfull, der seine letzte Tour unternahm, angeführt und Ponsford und Bradman dominierten die Serie, nachdem sie zweimal eine Partnerschaft von mehr als 380 Runs erzielt hatten, Bradman erzielte wieder ein Dreifach-Century in Leeds. Das Bowling wurde vom spin pair Bill O’Reilly und Clarrie Grimmett dominiert, die zusammen 53 Wickets erzielten, allein O’Reilly zweimal sieben Wickets hintereinander.
Bradman war in seiner Zeit von 1928 bis 1948 der bis heute statistisch gesehen beste Batter aller Zeiten. Er dominierte das Cricket zwischen 1930 und seinem Rückzug 1948 und stellte neue Rekorde für die höchste Anzahl Runs in einem Innings auf (334 Runs gegen England in Headingley 1930), die meisten Runs (6.996), die meisten Centuries (29), die meisten Doppel-Centuries und der höchste Durchschnitt an Runs („Batting Average“) im Test- und First-Class-Cricket. Sein Rekord für die höchste Batting Average – 99.94 – blieb bis heute unübertroffen. Dies sind fast 40 Runs per Innings mehr als die zweitbeste Batting Average. 1949 wurde er für seinen Einfluss auf den Cricketsport zum Ritter geschlagen. Er gilt bis heute als einer der beliebtesten Sportler Australiens.
Während des Zweiten Weltkrieges kam das Test Cricket wieder zum Erliegen; in der letzten Testserie 1938 vor Kriegsausbruch erzielte Len Hutton einen Weltrekord von 364 Runs für England, und Chuck Fleetwood-Smith musste 298 Runs bei Englands Weltrekord von sieben Wickets für 903 Runs zulassen. Kriegsbedingt fand zwischen 1938 und 1946 keine Ashes-Serie statt und so gelang es den Australiern, die Trophäe von 1934 bis 1950 über sechs Serien hinweg in ihrem Besitz zu halten. Der junge Batter Ross Gregory, der vor dem Krieg für Australien in zwei Tests gespielt hatte, starb während des Krieges.

### Nach dem Zweiten Weltkrieg

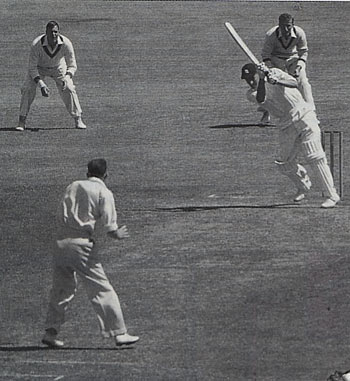
Peter May auf dem Weg zum Century beim zweiten Test in Sydney, 1954

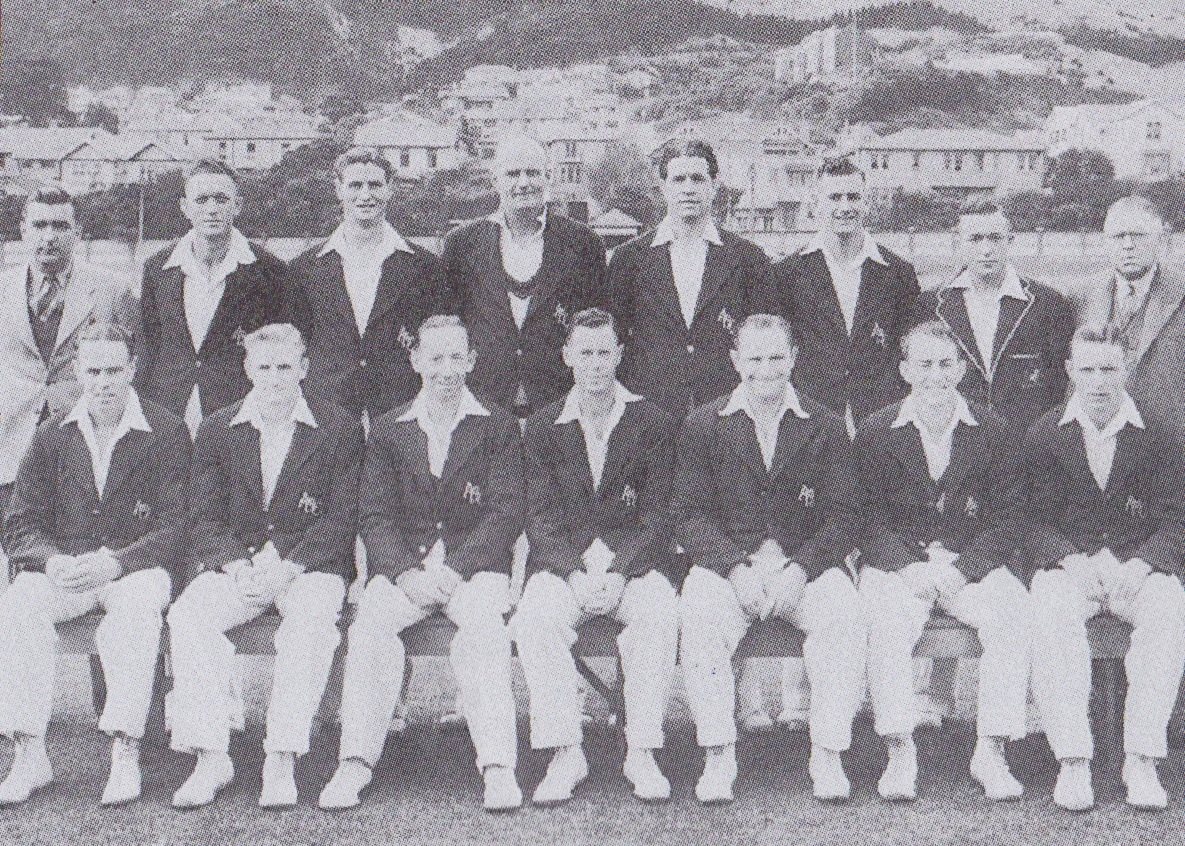
Die australische Mannschaft vor dem Test in Wellington, Neuseeland, 1946

Nach Kriegsende gelang es den Australiern erneut, eine Dominanz aufzubauen. In der Saison 1945/46 spielte Australien seinen ersten Test in Neuseeland (seit 1930 Testnation). Die 1940er Jahre über war Australien die erfolgreichste Mannschaft und blieb das gesamte Jahrzehnt über unbesiegt; es gewann zwei Ashes-Serien gegen England und den ersten Test gegen Indien (seit 1932 Testnation). Der Erfolg Australiens basierte auf den Stars der Vorkriegsgeneration rund um Bradman, aber auch junge Talente debütierten in den späten 1940er Jahren für Australien und bildeten für den größten Teil der 1950er Jahre die Basis der australischen Mannschaft. Das Team unter ihrem Kapitän Bradman wurde 1948 in England The Invincibles („die Unbesiegbaren“) getauft, nachdem es während der gesamten Tour kein Spiel verloren hatte. Von 31 First-Class-Spielen auf der Tour gewann es 23 und erzielte in acht ein Remis, einschließlich des Erfolgs in der Serie von fünf Tests, das sie mit 4–0 gewannen (zuzüglich eines Remis). Während der Tour stach vor allem der vierte Test heraus, den Australien mit sieben Wickets gewann, nachdem es ein Target von 404 Runs eingeholt und einen neuen Rekord für die höchste Run-Chase im Test-Cricket aufgestellt hatte; Arthur Morris und Bradman erzielten Centuries. Auch der fünfte Test, Bradmans letzter, ist erwähnenswert, den er mit einem Duck in seinem letzten Innings beendete, nachdem er nur noch vier Runs benötigt hatte, um seine Karriere mit einer Batting Average von 100 abzuschließen.
Die 1950er Jahre waren für Australien weniger erfolgreich, nachdem es drei aufeinanderfolgende Ashes-Serien gegen England verloren hatte, einschließlich einer enttäuschenden Englandtour 1956, bei der die „Spin-Zwillinge“ Laker und Lock Australien dominierten und zusammen 61 Wickets erzielten, einschließlich Lakers 19 Wickets (ein First-Class-Rekord) in Headingley; der Test wurde danach „Lakers Spiel“ getauft. Jedoch konnten die Australier zwischen 1958 und 1968 über sechs Serien hinweg die Trophäe behalten. Australien wurde dabei zuerst von Ian Johnson angeführt, danach von Ian Craig und schließlich Richie Benaud. Bei der Heimserie gegen die West Indies 1960/61 ist vor allem der unentschiedene Test im ersten Spiel im The Gabba erwähnenswert, der erste Test, der in einem Unentschieden endete, nachdem es Australien nicht gelungen war, vom ausgeglichenen Spielstand den entscheidenden Run zu erzielen. Australien gewann die knappe Testserie, die vor allem für ihre herausragende Spielqualität und Sportlichkeit gelobt wurde, mit 2–1. Die herausragenden Spieler der Testserie und der frühen 1960er Jahren waren der Spinner Richie Benaud, der damals einen neuen Rekord für erzielte Wickets aufstellte und Australien in 28 Tests anführte, davon 24 ohne Niederlage; der fast bowler Alan Davidson, der erste Spieler, der 10 Wickets und 100 Runs im selben Spiel erzielte; Bob Simpson, der Australien noch später als Kapitän anführen sollte; Colin McDonald, der bevorzugte Opening Batter für den größten Teil der 1950er und 1960er Jahre; Norm O’Neill, der 181 Runs im unentschiedenen Test erzielte; Neil Harvey, zum Ende seiner langen Laufbahn; und Wally Grout, ein herausragender Wicket-Keeper, der im Alter von 41 Jahren starb.
Auch die 1970er Jahre konnten die Australier erfolgreich für sich gestalten. Im Centenary Test 1977 fand zum Gedenken des ersten Tests einhundert Jahre zuvor ein Test in Melbourne statt. Diesen gewannen die Australier mit dem gleichen Ergebnis (45 Runs) wie einhundert Jahre zuvor.

### Beginn des One-Day-Cricket

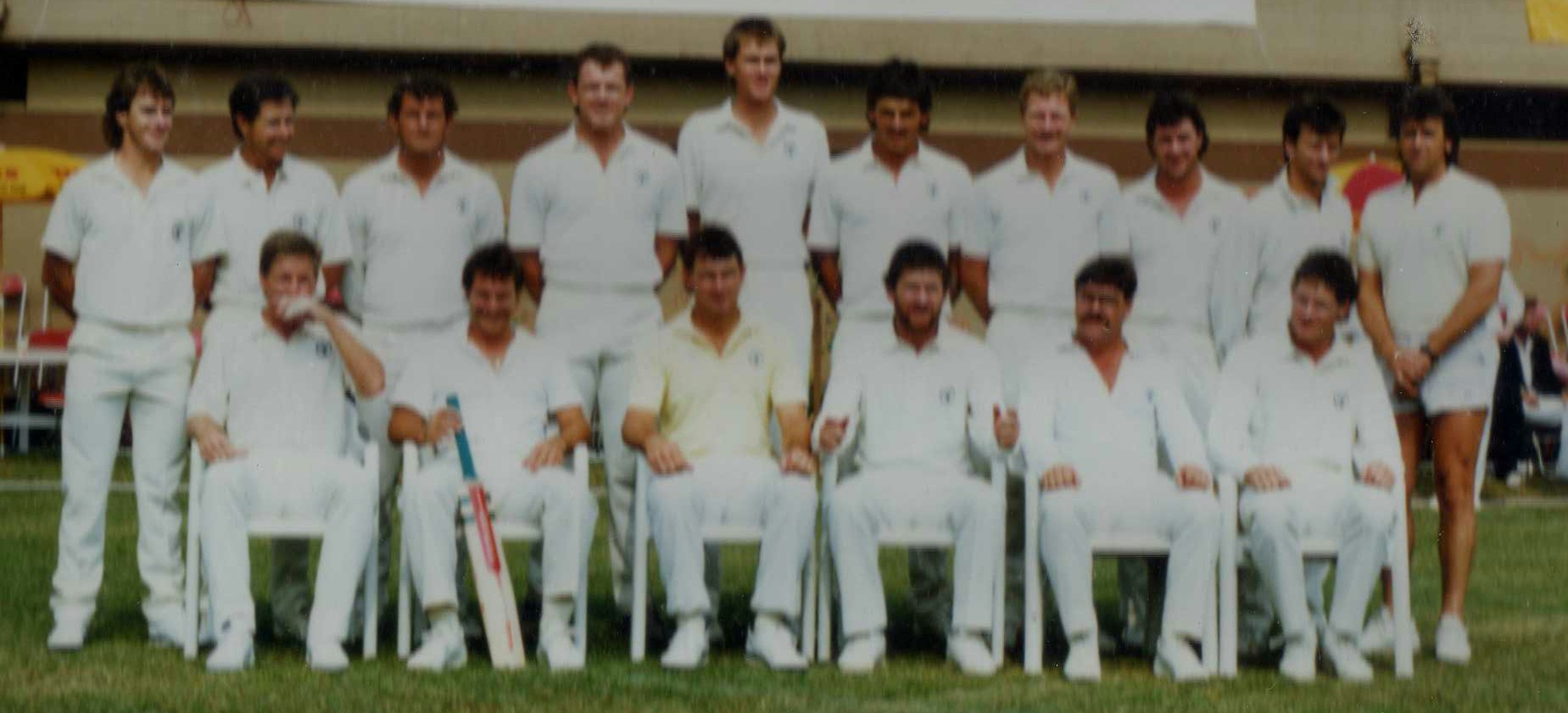
Die australische Mannschaft 1988

Ab 1971 trat die australische Mannschaft nicht nur in Tests gegen andere Nationen an, sondern auch in One-Day Internationals (ODI). Bei der ersten Weltmeisterschaft 1975 in England belegten sie den zweiten Platz nach der Finalniederlage gegen die West Indies. Es folgte eine Krise im australischen Cricket zu Beginn der 1980er Jahre. Bei den Weltmeisterschaften 1979 und 1983 – die ebenfalls in England ausgetragen wurden – schied das Team jeweils in der Vorrunde aus und auch die Ashes-Serie verlor es zwischen 1977 und 1986 bei fünf von sechs Austragungen.
Im Mai 1977 kündigte Kerry Packer ein unsanktioniertes Turnier an – die World Series Cricket – nachdem sich das Australian Cricket Board 1976 geweigert hatte, das Angebot von Channel Nine für exklusive Übertragungsrechte australischer Tests anzunehmen. Packer schloss geheime Verträge mit internationalen Spielern, darunter 28 Australier. Fast die gesamte australische Test-Mannschaft nahm an dem Turnier teil; daraufhin mussten für die australische Mannschaft Spieler ausgewählt werden, die als drittklassig galten und an der Sheffield Shield teilnahmen. Der ehemalige Spieler Bob Simpson, der sich nach einem Konflikt mit dem Australian Cricket Board zuvor vom internationalen Cricket zurückgezogen hatte, führte im Alter von 41 Jahren die australische Mannschaft gegen eine besuchende indische Mannschaft an. Jeff Thomson wurde zum Vizekapitän einer Mannschaft, die sieben Debütanten mitnahm. Australien gewann die Testserie mit 3–2, vor allem dank Simpsons Batting, der 539 Runs erzielte, einschließlich zweier Centuries; und dem Bowling Wayne Clarks, der 28 Wickets erzielte. Australien verlor die darauffolgende Testserie in den West Indies mit 1–3, die West Indies verfügten über eine Mannschaft in voller Stärke; Australien verlor ebenso die Ashes 1978/79 gegen England mit 1–5, das schlechteste Ergebnis daheim für Australien. Graham Yallop war während der Ashes-Serie Kapitän der australischen Mannschaft, und für die Tour 1979/80 nach Indien wurde Kim Hughes sein Nachfolger. Rodney Hogg nahm 41 Wickets in seiner Debütserie, ein australischer Rekord. Spieler der World Series Cricket wurden während der Internationalen Cricket-Saison 1978/79 wieder in die Mannschaft integriert, nachdem das Australian Cricket Board und Kerry Packer eine Übereinkunft erzielt hatten. Ebenso trat Greg Chappell wieder als australischer Kapitän in Erscheinung. Bei der World Series Cricket wurden zahlreiche Neuerungen eingeführt, die heute noch im Cricket wiederzufinden sind.
Im dritten ODI der australischen Tour nach Neuseeland 1981/82 beauftragte Greg Chappell seinen Bruder Trevor, einen Ball aus dem Unterarm für den neuseeländischen Batter Brian McKechnie zu bowlen; dies war der letzte Bowl im Spiel und Neuseeland benötigte einen Boundary für ein Unentschieden. Im Nachgang führte das Unterarm-Bowling zu einer Verschlechterung in den australisch-neuseeländischen Beziehungen, nachdem führende Politiker und Cricket-Persönlichkeiten dieses Verhalten als „unsportlich“ und „nicht im Sinne des Crickets“ beschrieben hatten.
Australiens Erfolg hielt in den frühen 1980er Jahren an, die mittleren 1980er Jahre lieferten jedoch gemischte Resultate, nachdem die Rebellen-Touren nach Südafrika für Unruhe in der Mannschaft gesorgt hatten und anschließend mehrere Schlüsselspieler zurückgetreten waren. Das South African Cricket Board unterstützte die Rebellen-Touren finanziell, um der südafrikanischen Nationalmannschaft zu Länderspielen zu verhelfen – diese war wie die Rugby-Union-Nationalmannschaft und die olympischen Athleten wegen der rassistischen Apartheid-Politik vom internationalen Sportgeschehen ausgeschlossen. Einige der besten australischen Cricketspieler wurden anschließend gesperrt. Das Australian Cricket Board suspendierte diese Spieler für drei Jahre, was den Spielerpool für die Nationalmannschaft wesentlich verkleinerte, da die meisten dieser Spieler Schlüsselrollen bekleideten oder kurz davor waren, internationale Preise zu empfangen. Dennoch gewann Australien bei der Weltmeisterschaft 1987 in Indien und Pakistan seinen ersten Titel.
Unter dem Kapitän Allan Border verbesserte sich die Qualität des Crickets und die Mannschaft erreichte ein neues Niveau; dafür verantwortlich waren aber auch die vom neuen Nationaltrainer Bob Simpson eingeführten neuen Aufstellungsstandards. Einige der suspendierten Spieler der Rebellen-Touren kehrten nach dem Auslaufen ihrer Sanktionen wieder in die Mannschaft zurück. Während dieser mageren Jahren hielten vor allem einzelne herausragende Spieler die australische Mannschaft über Wasser.

### Beginn einer neuen Dominanz

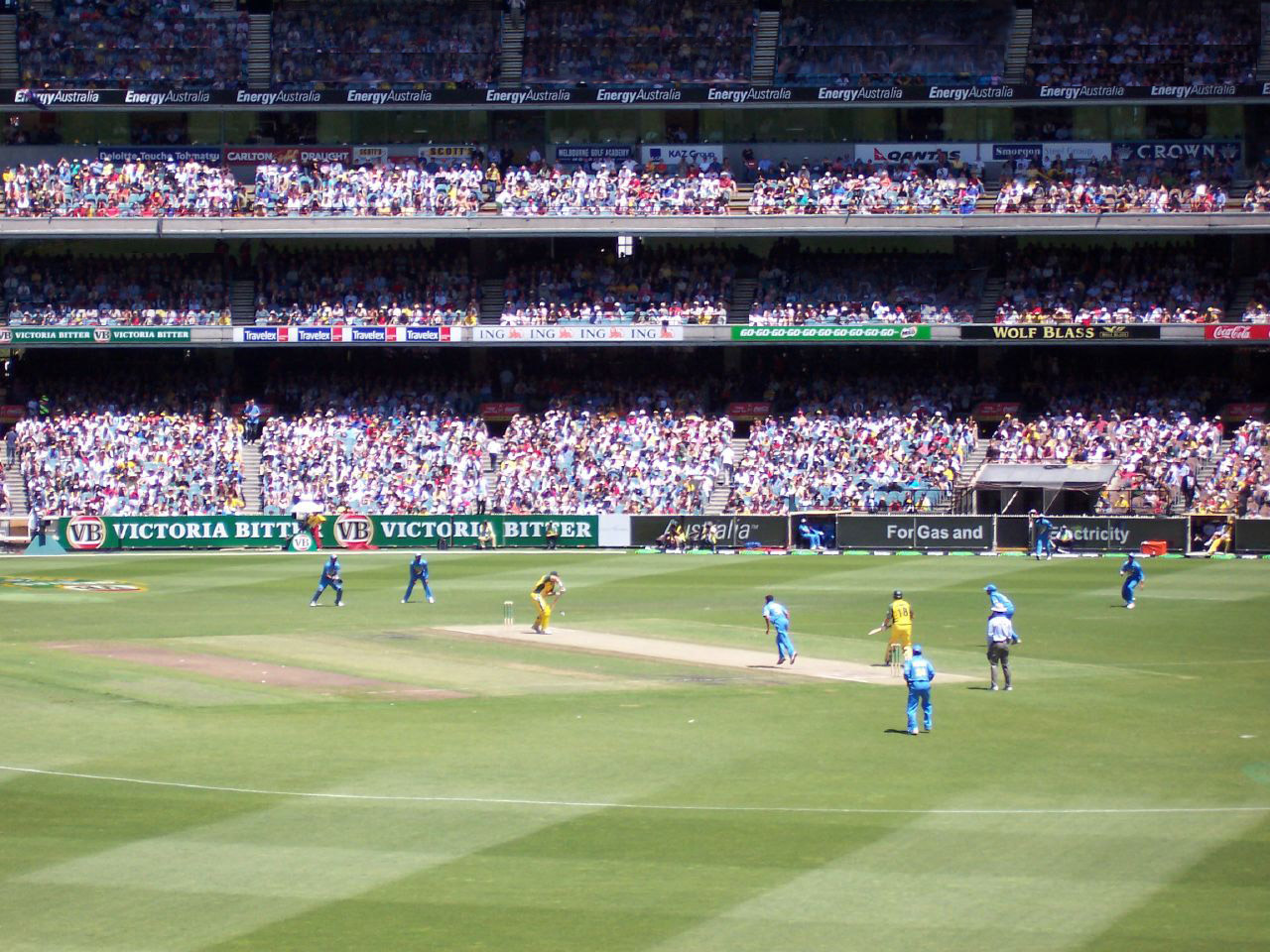
ODI zwischen Australien und Indien in Melbourne, 2004

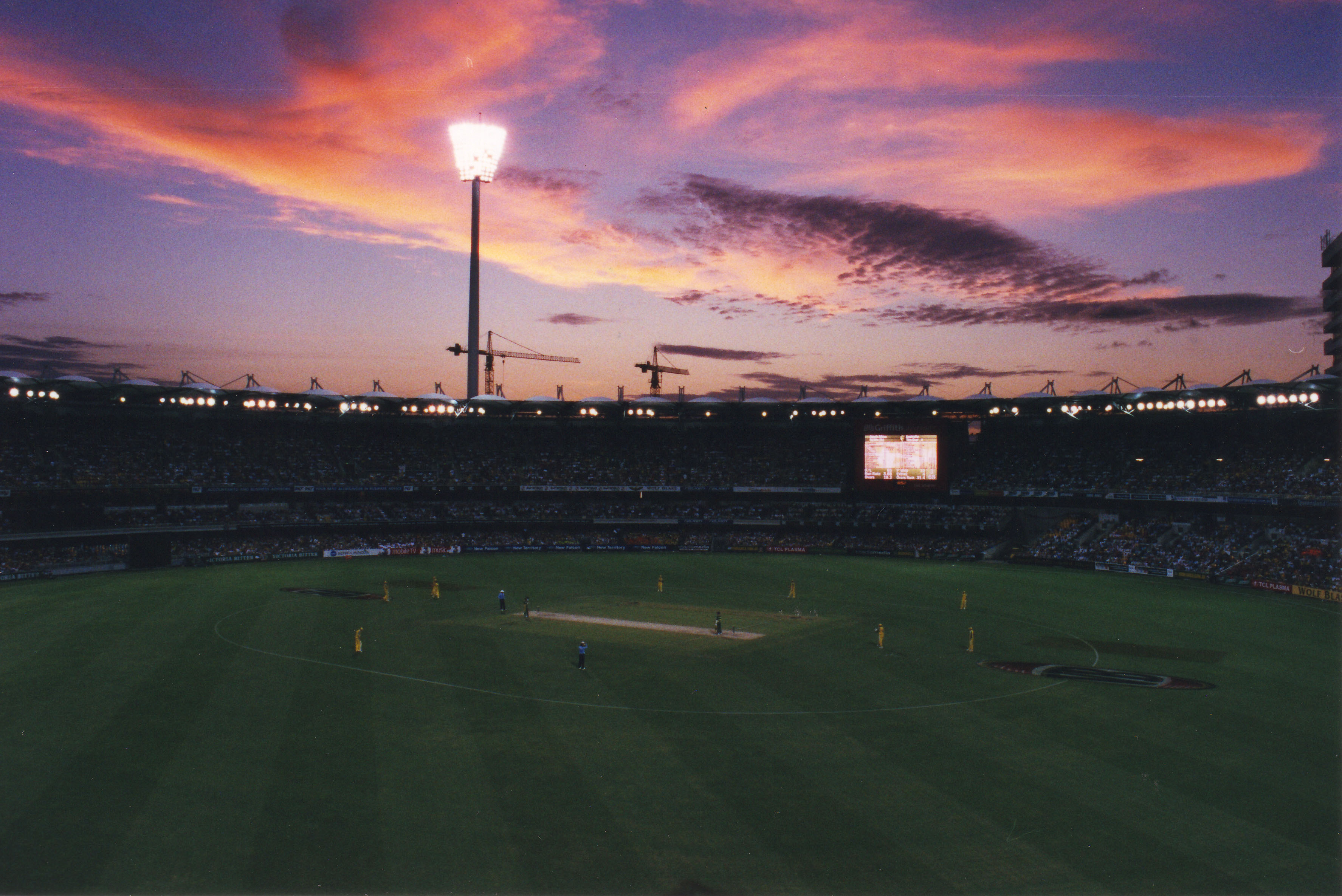
ODI zwischen Australien und Südafrika in Brisbane, 2006

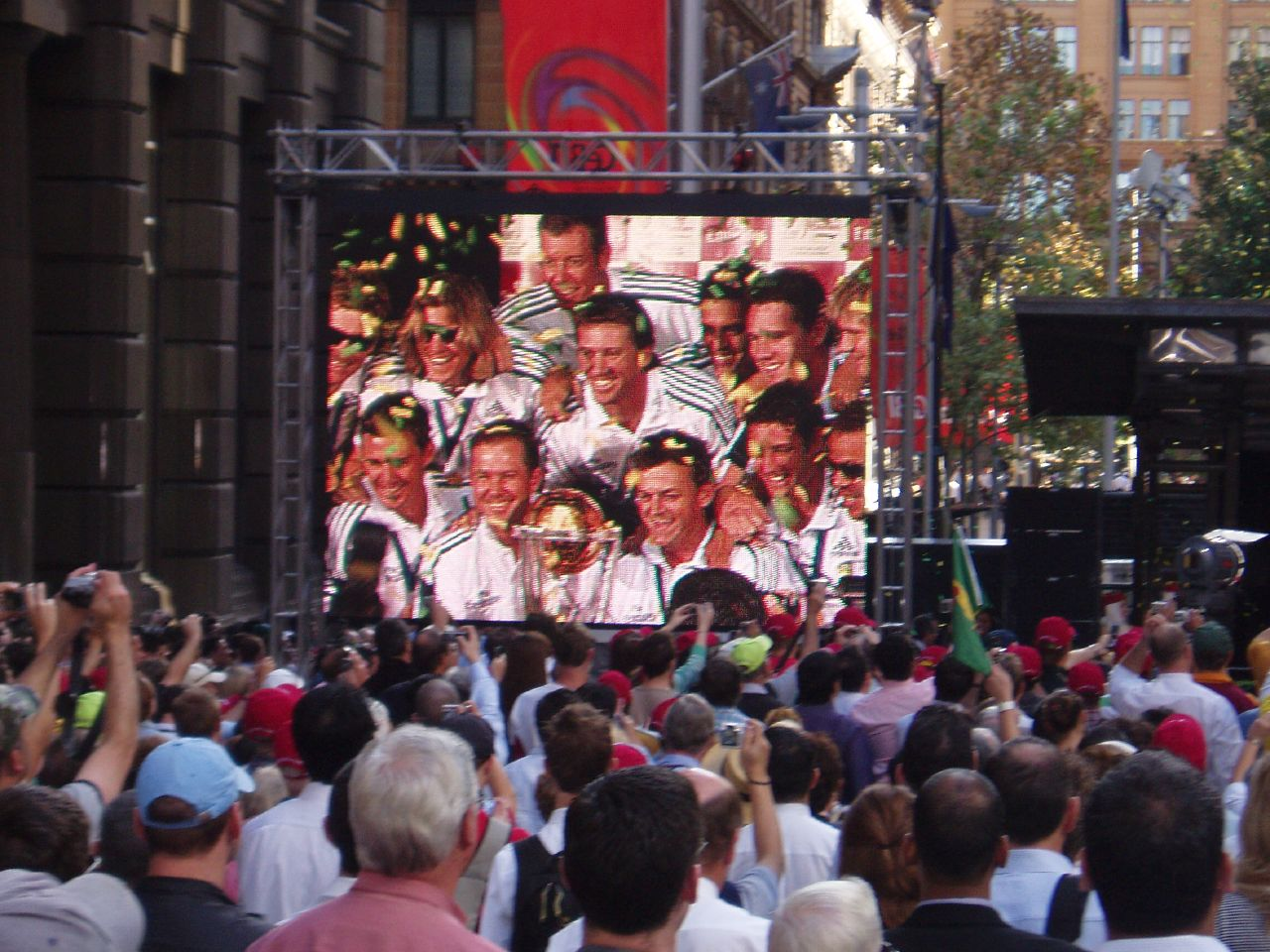
Siegesparade in Sydney nach dem Sieg bei der Weltmeisterschaft 2007

Mit dem Debüt neuer Spieler in den späten 1980er Jahren ging es für die australische Mannschaft wieder bergauf. Mit dem Sieg in der Ashes-Serie 1989 in England erhielt die Mannschaft neue Dynamik und gewann hintereinander die Testserien gegen Sri Lanka und gegen Pakistan, bevor sie die Ashes 1990/91 daheim verteidigen konnte. Danach unternahm Australien eine Tour in die Karibik, verlor die Testserie jedoch mit 1–2. Australien erholte sich davon und gewann die Heimserie 1991/92 gegen Indien mit 4–0. Nach dem Rücktritt Allan Borders begann unter Mark Taylor und später Steve Waugh eine neue Phase des offensiven Crickets.
Die 1990er Jahre und das frühe 21. Jahrhundert sind wahrscheinlich der erfolgreichste Zeitraum für Australien, als es beinahe alle Ashes-Serien gewann. Bis auf das Ausscheiden in der Vorrunde bei der Weltmeisterschaft 1992 im eigenen Land und Neuseeland wurde danach der Weltmeistertitel für die australische Mannschaft beinahe zur Selbstverständlichkeit. Nach einem zweiten Platz 1996 konnten die nächsten drei Austragungen (1999, 2003, 2007) in Folge gewonnen werden, der bis heute einzige Hattrick einer Nationalmannschaft bei Weltmeisterschaften. Zwischen 1999 und 2011 blieb Australien gar in vier Weltmeisterschaften unbesiegt; diese Siegesserie begann gegen Pakistan und wurde zwölf Jahre später von demselben Gegner beendet. Dieser Erfolg wird der Neustrukturierung der Mannschaft und der Organisation unter Border, aufeinanderfolgende offensive Kapitäne und die Effektivität mehrerer Schlüsselspieler zugeschrieben. Diese Leistungen auf dem Feld gingen einher mit mehreren Auszeichnungen und Nominierungen. So waren sie 2001, 2004 und 2008 bei den Laureus Awards in der Kategorie „Mannschaft des Jahres“ nominiert. 2002 gewannen sie diese Auszeichnung. Außerdem waren die Spieler Brett Lee 2001 in der Kategorie „Newcomer des Jahres“ und Shane Warne 2005 als „Comeback des Jahres“ nominiert.

### Das neue Jahrtausend

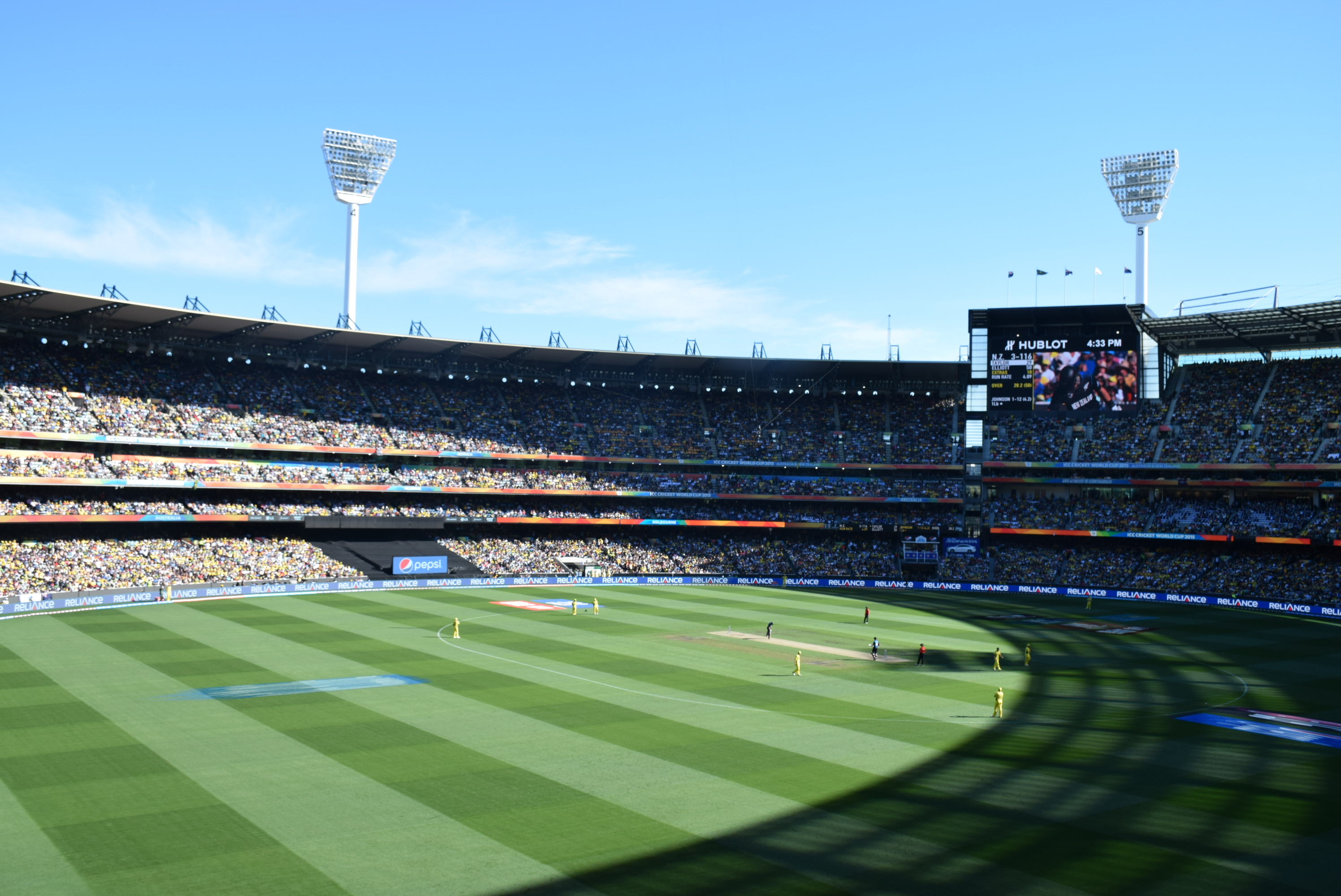
Finale der Weltmeisterschaft 2015 zwischen Australien und Neuseeland im Melbourne Cricket Ground

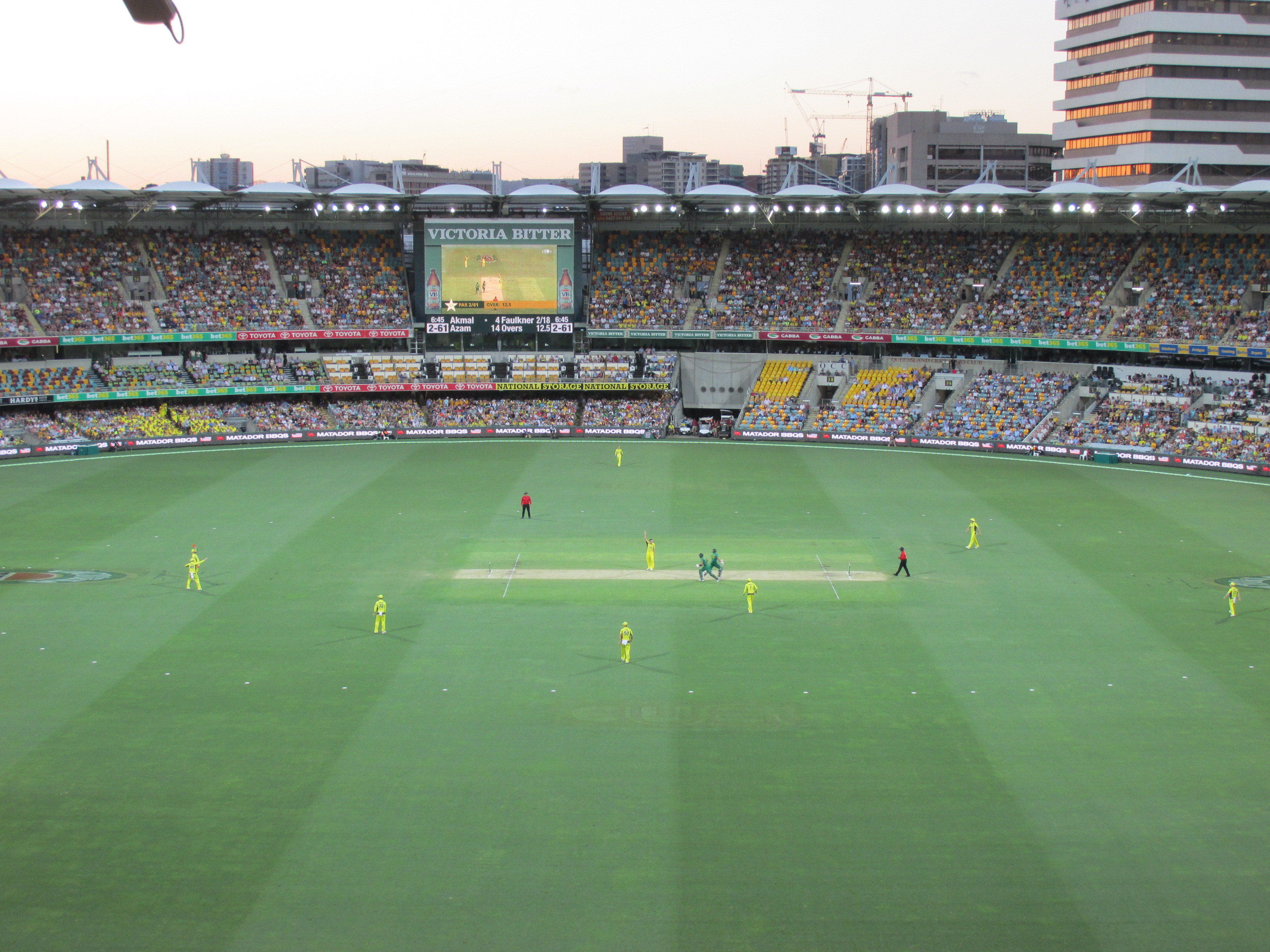
Australien gegen Pakistan in Brisbane, 2017

Danach begann sich jedoch die australische Dominanz abzuschwächen. Es verlor die erste Ashes-Serie gegen England nach fast 20 Jahren. Auch wenn bei der Austragung 2006/07 die Revanche ohne Niederlage gelang, schaffte es England, sich an die Australier heranzuarbeiten und sogar zu überholen. So verloren sie bei den Ashes 2010/11 erstmals eine Heimserie seit 1986/87.
Australien wurde am 12. März 2006 in Johannesburg mit 434–5 in 50 Over die erste Mannschaft, die mehr als 400 Runs in einem Innings erzielte. Dennoch verlor es das Spiel, nachdem Südafrika den Rekord für die höchste erfolgreiche run chase erzielt, in seinem Innings 438–9 in 49.5 Over erreicht und mit dem vorletzten Ball Australien noch den Sieg weggeschnappt hatte. Das Spiel wird heute als eines der besten One-Day International aller Zeiten betrachtet.
Nach ihren Hattrick bei den Weltmeisterschaften und dem Gewinn der Champions Trophies 2006 und 2009, schieden sie 2011 im Viertelfinale aus. Bei der Ashes Tour 2013/14 gewann Australien wieder mit 5–0 gegen England und erreichte den dritten Platz auf der Test-Weltrangliste. Im Frühjahr 2014 bezwang Australien Südafrika, die damalige Nummer 1, mit 2–1 und übernahm deren Platz auf der Weltrangliste. Australien gewann die Weltmeisterschaft 2015 daheim gegen Neuseeland, nachdem es nur ein Spiel verloren hatte. Während der Ashes Tour 2015 musste Australien die Trophäe an den Gastgeber England übergeben, nachdem die Gäste mit 2–3 unterlegen waren. Bei den seit 2007 ausgetragenen Twenty20-Weltmeisterschaften war Australien weit weniger dominant und erreichte erstmals 2010 das Finale, unterlag jedoch gegen England.

### Ballmanipulationsskandal 2018
2018 wurde die Mannschaft durch einen Skandal erschüttert. Am 25. März 2018, während des dritten Tests gegen den Gastgeber Südafrika, waren die australischen Spieler Cameron Bancroft, Steve Smith, David Warner und die Führungsgruppe der Mannschaft in Ballmanipulationen verwickelt. Smith und Bancroft gaben zu, dass sie gemeinsam beschlossen hatten, den Zustand des Balles zu verändern, indem sie ihn mit einem Stück Klebeband und Schleifkörnern darauf, die sie vom Boden auflasen, bearbeiteten (was sich später als Schleifpapier herausstellte). Smith erklärte, dass der Zweck darin bestand, die Aerodynamik des Balles dahingehend zu verändern, dass er einen Rückwärtsschwung bekam, was einen Vorteil für die Bowler mit sich bringen sollte. Bancroft wurde bei der Bearbeitung des Balls gefilmt und nachdem ihm mitgeteilt worden war, dass er erwischt worden sei, konnte gesehen werden, wie er einen gelben Gegenstand aus seiner Tasche in die Innenseite seiner Hose verschwinden ließ. Steve Smith und David Warner wurden von ihren Positionen als Kapitän bzw. Vizekapitän enthoben und (zusammen mit Cameron Bancroft) nach Hause geschickt; ursprünglich hieß es, dass der Nationaltrainer Darren Lehmann Cameron Bancroft dabei geholfen habe, den Ball zu bearbeiten. Das ICC suspendierte Smith für ein Spiel und bestrafte ihn mit 100 % seines Einkommens aus dem Spiel, während Bancroft eine Strafe von 75 % seines Einkommens auferlegt bekam und er drei Fehlerpunkte vom ICC erhielt. Tim Paine wurde für den vierten Test zum Kapitän ernannt. Cricket Australia suspendierte anschließend Smith und Warner für zwölf Monate und Bancroft für neun Monate. Smith und Bancroft wurden für die zwölf Monate nach der Suspendierung nicht mehr für führende Positionen berücksichtigt, während Warner für den Rest seines Lebens keine führende Rolle mehr in einer Mannschaft wahrnehmen kann. Im Nachhall dieser Ereignisse kündigte Darren Lehmann zum Ende der Testserie seinen Rücktritt vom Posten des Nationaltrainers an. Nach dem Abschluss seiner Untersuchungen sprach der Verband Cricket Australia Lehmann von jeglichem Verdacht der Beteiligung frei. Am 8. Mai 2018 wurde Tim Paine auch zum ODI-Kapitän ernannt und Aaron Finch wurde Stunden später zum T20I-Kapitän ernannt, Finch ersetzte jedoch Paine als ODI-Kapitän nach einer ODI-Niederlage von 0–5 in England im Juni 2018.

### Unter Paine
Am 7. Oktober 2018 spielte Australien seinen ersten Test unter dem neuen Trainer Justin Langer und einem neuen Führungskorps, einschließlich Tim Paine als Australiens 46. Testkapitän. Nach einer 0–1-Niederlage gegen Pakistan in der Testserie von zwei Tests in den Vereinigten Arabischen Emiraten und der ersten Heimniederlage in der Testserie gegen Indien in 71 Jahren gewann Australien die Testserie gegen Sri Lanka daheim mit 2–0. Während des englischen Sommers 2019 erreichte Australien in der Gruppenphase der Weltmeisterschaft 2019 den zweiten Platz, verlor jedoch im Halbfinale gegen den späteren Weltmeister England in Edgbaston. Australien gewann in der darauffolgenden Ashes-Serie 2019 die Urne zum ersten Mal seit 2001 auf englischem Boden zurück, nachdem es den vierten Test in Old Trafford gewonnen hatte.

### Weitere Titelgewinne
In der darauf folgenden Serie 2021/22 verteidigten sie die Urne mit 4–0. Nachdem die Serie 2023 mit 2–2 unentschieden geendet war, verblieb die Trophäe bei Australien. In der Super 12 des T20 World Cup 2021 in Oman und den Vereinigten Arabischen Emiraten bezwang Australien Südafrika, Sri Lanka, Bangladesch und die West Indies; die einzige Niederlage resultierte gegen England. So beendeten die Australier ihre Gruppe auf dem zweiten Platz und erreichten das Halbfinale, wo sie Pakistan mit fünf Wickets bezwangen und das Finale erreichten. Im Finale besiegte Australien Neuseeland mit acht Wickets und gewann somit seinen ersten T20 World Cup. In der Super 12 des T20 World Cup 2022 unterlag der Gastgeber und Titelverteidiger Australien im ersten Spiel Neuseeland mit 89 Runs, nachdem es für 111 Runs ausgebowlt wurde. Dadurch wurde die Net Run Rate arg geschwächt, wodurch die Australier auch nach Siegen gegen Sri Lanka, Irland und Afghanistan sowie dem wegen Regens abgesagten Spiel gegen England ihre Gruppe auf dem dritten Platz abschlossen und damit aus dem Turnier ausschieden.
Während Australien die erste World Test Championship 2019–2021 noch auf dem dritten Platz abschloss und damit das Finale verpasste, erreichte es bei der zweiten World Test Championship 2021–2023 das Finale gegen Indien und gewann dieses mit 209 Runs, womit die Australier das erste Team wurden, das jeden ICC-Titel mindestens einmal gewinnen konnte. In der Vorrunde des Cricket World Cup 2023 in Indien belegten die Australier den dritten Platz und gewannen das Halbfinale gegen Südafrika mit drei Wickets, woraufhin sie im Finale auf den Gastgeber Indien trafen. Nachdem sie die Inder für 240 Runs ausbowlen konnten, gewannen sie das Finale mit sechs Wickets und damit ihren sechsten Titel. Beim T20 World Cup 2024 in den Vereinigten Staaten und den West Indies erreichte das Team nach vier Vorrundensiegen die Super 8, wo auf einen leichten Sieg über Bangladesch jedoch die erste Niederlage gegen Afghanistan überhaupt folgte, woraufhin sie Indien ebenfalls unterlagen und damit aus dem Turnier ausschieden. Bei der Champions Trophy 2025 erreichten die Australier unbesiegt das Halbfinale, scheiterten dort jedoch an Indien. Bei der dritten World Test Championship 2023–2025 erreichte der Titelverteidiger Australien abermals das Finale, unterlag jedoch Südafrika mit fünf Wickets.

## Organisation

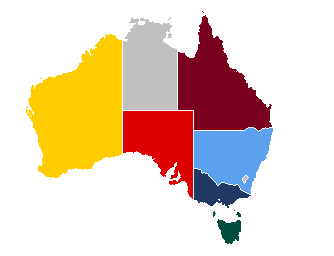
Karte der australischen Regionalverbände und deren Mannschaften

Cricket Australia (CA), bis 2003 Australian Cricket Board (ACB) ist verantwortlich für die Organisation des Cricket in Australien. Der Verband wurde 1905 als Australian Board of Control for International Cricket (ABCIC) gegründet und benannte sich 1973 in Australian Cricket Board um. Er ist nach australischem Recht als Kapitalgesellschaft, limited by guarantee, registriert. Am 15. Juni 1909 gründete der australische Verband zusammen mit England und Südafrika die Imperial Cricket Conference (heute International Cricket Council, ICC). Cricket Australia umfasst sechs Regionalverbände, die jeweils einen Bundesstaat bzw. Territorium repräsentieren.
Cricket Australia stellt die Australien vertretenden Cricket-Nationalmannschaften, einschließlich der für die Männer, Frauen und Jugend, zusammen. Er ist außerdem verantwortlich für die Durchführung von Test-, ODI- und T20I-Serien gegen andere Nationalmannschaften sowie die Organisation von Heimspielen und -turnieren. Neben der Aufstellung des Teams ist er verantwortlich für den Kartenverkauf, die Gewinnung von Sponsoren und der Vermarktung der Medienrechte.
Kinder und Jugendliche werden bereits in der Schule an den Cricketsport herangeführt und je nach Interesse und Talent beginnt dann die Ausbildung. Wie andere Cricketnationen verfügt Australien über eine U-19-Nationalmannschaft, die an der entsprechenden Weltmeisterschaft teilnimmt. Die zweite Nationalmannschaft Australiens bildet Australia A, deren Spiele über First-Class- bzw. List-A-Status verfügen.

## Trikots

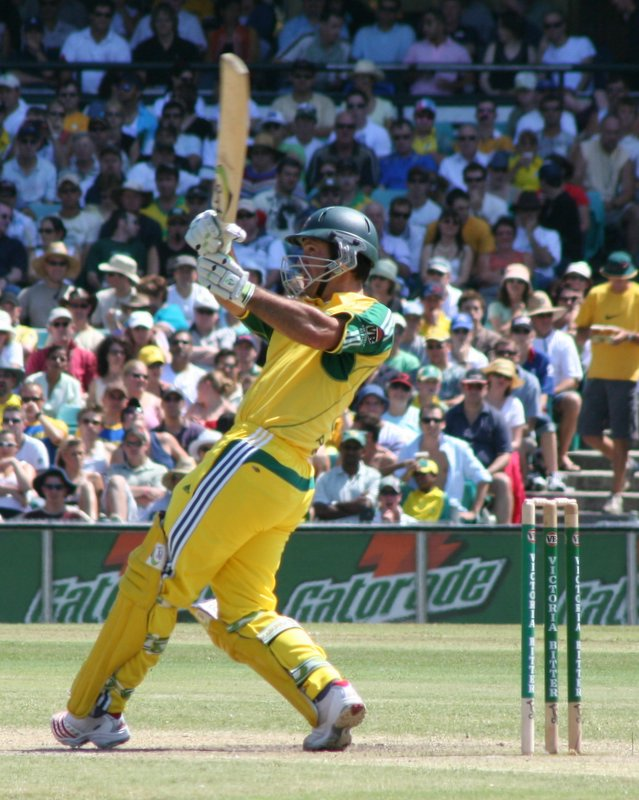
Der australische Kapitän Ricky Ponting während eines One-day Matches gegen Sri Lanka, 2006

Tests bestreitet die australische Cricket-Nationalmannschaft in ihren weißen Trikots, die bei kaltem Wetter um einen Pullover bzw. Pullunder mit einem grün-golden V-Halsausschnitt ergänzt wird. Das Logo des Sponsors (derzeit Alinta bei Heimspielen und Qantas bei Auswärtsspielen) erscheint auf der rechten Brust, mit dem Logo von Cricket Australia auf der linken Brust. Auf dem Pullunder erscheint das Logo von Cricket Australia unter dem Halsausschnitt und das Sponsorlogo bleibt auf der rechten Brust. Der australische Crickethut, der Baggy green, gilt als wichtiger Bestandteil des Trikots und Symbol der Nationalmannschaft; Debütanten wird nach ihrer Nominierung für die Nationalmannschaft ein solcher Hut überreicht. Der Hut und der Helm zeigen das australische Cricketwappen anstelle des Logos von Cricket Australia auf der Stirnseite. Ende 2011 wurde Asics zum Trikotausrüster ernannt und ersetzte Adidas, das Asics-Logo erscheint seitdem auf den Trikots und Hosen. Spieler dürfen jeden anderen Hersteller für ihre weitere Ausrüstung wählen (Bat, Pads, Schuhe, Handschuhe).
Bei ODI- und T20I-Spielen trägt die Nationalmannschaft für gewöhnlich Trikots in den Farben grün und gold, den traditionellen Sportfarben Australiens. Australien bestritt seine Spiele in den kürzeren Cricketvarianten bereits in verschiedenen Trikotdesigns wie gefärbten Trikots („Pyjamas“ genannt), die bei der World Series Cricket in den späten 1970er Jahren getragen wurden. Das Trikot ist hauptsächlich in grün gehalten mit gold als zweiter Farbe. Das Auswärtstrikot dagegen ist hauptsächlich goldfarben mit grün als zweiter Farbe. Das T20I-Heimtrikot ist schwarz mit Streifen in den Nationalfarben Australiens: grün und gold. Seitdem Australien, gekleidet in goldfarbenen Trikots, Neuseeland im Finale der Weltmeisterschaft 2015 auf dem Melbourne Cricket Ground bezwang, wurde dies zu ihrer Hauptfarbe und die Hüte, früher „baggy gold“, wurden „floppy gold“ genannt, äquivalent zum „baggy green“ in den kürzeren Cricketformen. Bis in die frühen 2000er Jahre hinein trug die australische Cricket-Nationalmannschaft bei ODIs gelbe Helme, danach trug sie wie im Test-Cricket grüne Helme.
Frühere Ausrüster waren unter anderem Asics (1999), ISC (2000–2001), Fila (2002–2003) und Adidas (2004–2010). Vor Travelex traten Coca-Cola (1993–1998), Emirates (1999) und Carlton & United Breweries (2000–2001) als Sponsoren in Erscheinung.

## Stadien
Australien verfügt über kein offizielles Heimstadion für seine Nationalmannschaft, sondern bestreitet seine Heimspiele in verschiedenen Stadien Australiens. Australiens erstes internationales Cricketspiel (und der erste Test weltweit) bestritt es am 15. – 19. März 1877 im Melbourne Cricket Ground gegen England. Am 27. November – 1. Dezember 2015 wurde im Adelaide Oval der erste Tag/-Nacht-Test zwischen Australien und Neuseeland gespielt.
Australiens traditionelle Cricketspiele an Feiertagen sind der Boxing Day Test am zweiten Weihnachtsfeiertag und der New Year’s Test zu Neujahr im Melbourne Cricket Ground.
Die australische Mannschaft hat bisher auf heimischen Boden elf Stadien für die Austragung von Testspielen verwendet:
| Nr. | Stadion                                                  | Stadt     | Erstnutzung       |
| --- | -------------------------------------------------------- | --------- | ----------------- |
| 1   | Melbourne Cricket Ground (MCG)                           | Melbourne | 15. März 1877     |
| 2   | Sydney Cricket Ground (SCG)                              | Sydney    | 17. Februar 1882  |
| 3   | Adelaide Oval                                            | Adelaide  | 12. Dezember 1884 |
| 4   | Brisbane Showgrounds (The Ekka)                          | Brisbane  | 30. November 1928 |
| 5   | Brisbane Cricket Ground (The Gabba)                      | Brisbane  | 27. November 1931 |
| 6   | Western Australian Cricket Association Ground (The WACA) | Perth     | 11. Dezember 1970 |
| 7   | Bellerive Oval                                           | Hobart    | 16. Dezember 1989 |
| 8   | Marrara Stadium                                          | Darwin    | 18. Juli 2003     |
| 9   | Bundaberg Rum Stadium (Cazaly’s Stadium)                 | Cairns    | 25. Juli 2003     |
| 10  | Perth Stadium                                            | Perth     | 14. Dezember 2018 |
| 11  | Manuka Oval                                              | Canberra  | 1. Februar 2019   |

## Under the Southern Cross I Stand
Das traditionelle Lied der australischen Cricket-Nationalmannschaft ist Under the Southern Cross I Stand („Unter dem Kreuz des Südens stehe ich“), das von den Spielern nach jedem Sieg gesungen und innerhalb der Mannschaft „mit ehrfürchtiger Achtung und Respekt behandelt“ wird. Der offizielle Text lautet wie folgt, obwohl die Spieler meist das Wort little in der letzten Zeile durch bloody oder einem Fluch ersetzen:
| Under the Southern Cross I Stand A sprig of wattle in my hand, A native of my native land, Australia you little beauty. | „Unter dem Kreuz des Südens stehe ich“ „Ein Akazienzweig in meiner Hand,“ „Ein Eingeborener meiner Heimat,“ „Australien du kleine Schönheit.“ |

Der Text von Under the Southern Cross I Stand wird dem früheren Wicket-Keeper Rod Marsh zugeschrieben, der offenbar von Henry Lawsons Gedicht aus 1887, Flag of the Southern Cross, inspiriert wurde. Marsh wurde beauftragt, die Mannschaft dazu zu bringen, das Lied zu singen, und übergab bei seinem Rücktritt diese Aufgabe an Allan Border. Später erhielten die Spieler David Boon (nachdem Border zum Kapitän ernannt wurde), Ian Healy (nach Boons Rücktritt), Ricky Ponting (nach Healys Rücktritt) und Justin Langer (nachdem Ponting Kapitän wurde) den Auftrag. Später übernahm Michael Hussey nach dem Rücktritt Langers im Januar 2007 das „Amt“. Nach Husseys Rücktritt am 6. Januar 2013 kündigte er an, diese Aufgabe an Nathan Lyon zu übergeben.

## Rivalitäten mit anderen Nationalmannschaften

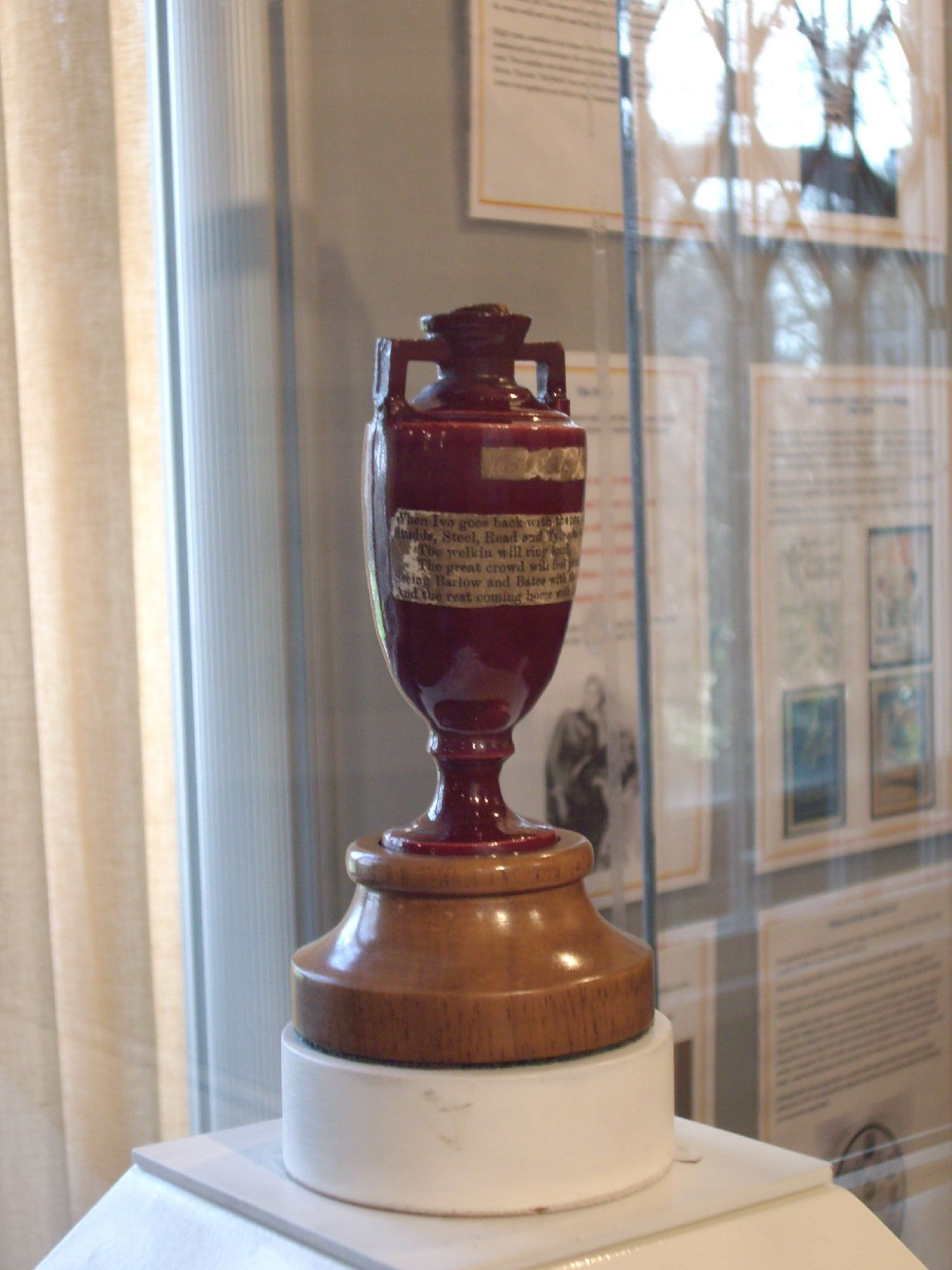
The Ashes ist die älteste Trophäe im internationalen Cricket und wird seit 1882 zwischen England und Australien ausgespielt

Seit dem ersten Test am 15. – 19. März 1877 pflegt Australien eine Rivalität mit England, die sich im Länderkampf The Ashes niederschlägt, der traditionsreichsten und wichtigsten Auseinandersetzung im Cricket. Diese ist Teil der seit dem späten 19. Jahrhundert bestehenden starken sportlichen Rivalität zwischen Australien und England, die auch in anderen Sportarten (vor allem im Rugby Union und auch bei den Commonwealth Games) einen besonderen Stellenwert hat.
Wie in anderen Sportarten (vor allem Rugby Union, Rugby League, Netball und bei den Commonwealth Games) pflegt Australien eine traditionelle Rivalität mit dem Nachbarn Neuseeland, die oft als „Geschwisterrivalität“ (sibling rivalry) bezeichnet wird. Die erste Testserie zwischen beiden Nationalmannschaften wurde 1945/46 während des australischen Besuches in Neuseeland ausgetragen. 1981 trübte das „Unterarm“-ODI im Melbourne Cricket Ground das sportliche Verhältnis zwischen beiden Mannschaften und hatte Auswirkungen bis auf die höchste politische Ebene zwischen den beiden Nationen. Australien und Neuseeland sind die einzigen Cricketnationen, die gleich um zwei Trophäen spielen: Seit 1985/86 im Test-Cricket um die Trans-Tasman Trophy und seit 2006/07 im ODI-Cricket um die Chappell-Hadlee Trophy. Beide Länder waren gemeinsam Ausrichter wichtiger Cricketturniere wie der Cricket World Cups 1992 und 2015. Außerdem traf man in den Endspielen des Cricket World Cup 2015 und des T20 World Cup 2021 aufeinander, die beide von Australien gewonnen wurden. Gemeinsam mit Neuseeland wird Australien den T20 World Cup 2028 austragen.

## Internationale Touren
Wie es seit dem Beginn des internationalen Crickets üblich ist, unternimmt die australische Cricket-Nationalmannschaft zum Teil monatelange Touren ins Ausland, um gegen andere Nationalteams sowie gegen Regionalauswahlen und Cricketclubs anzutreten. Ebenso empfängt man daheim durch Australien tourenden Nationalteams. Im heimischen Sommer ist man entweder Gastgeber oder tourt durch andere Cricketnationen der Südhemisphäre und im heimischen Winter tourt man durch die Cricketnationen der Nordhemisphäre. Die bekannteste und traditionsreichste, weil älteste Trophäe, die bei diesen Touren ausgespielt wird, ist die seit 1882 gegen England ausgespielte The Ashes. Seitdem kamen weitere Trophäen hinzu, die Australien gegen andere Nationalmannschaften ausspielt. So spielt Australien im Test Cricket seit 1960/61 gegen die West Indies um die Frank Worrell Trophy, seit 1985/86 gegen Neuseeland um die Trans-Tasman Trophy, seit 1996/97 gegen Indien um die Border-Gavaskar Trophy, seit 1999/2000 gegen Simbabwe um die Southern Cross Trophy, seit 2007/08 gegen Sri Lanka um die Warne-Muralitharan Trophy und seit 2021/22 gegen Pakistan um die Benaud-Qadir Trophy. Dazu kommt im ODI-Cricket die Chappell-Hadlee Trophy, die seit 2004/05 gegen Neuseeland ausgespielt wird.

## Spieler

### Bekannte Spieler

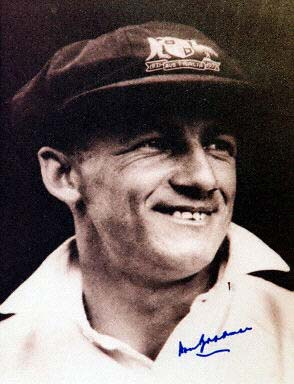
Donald Bradman

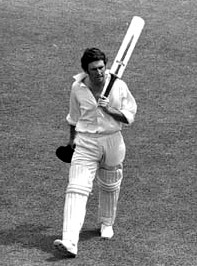
Ian Chappell

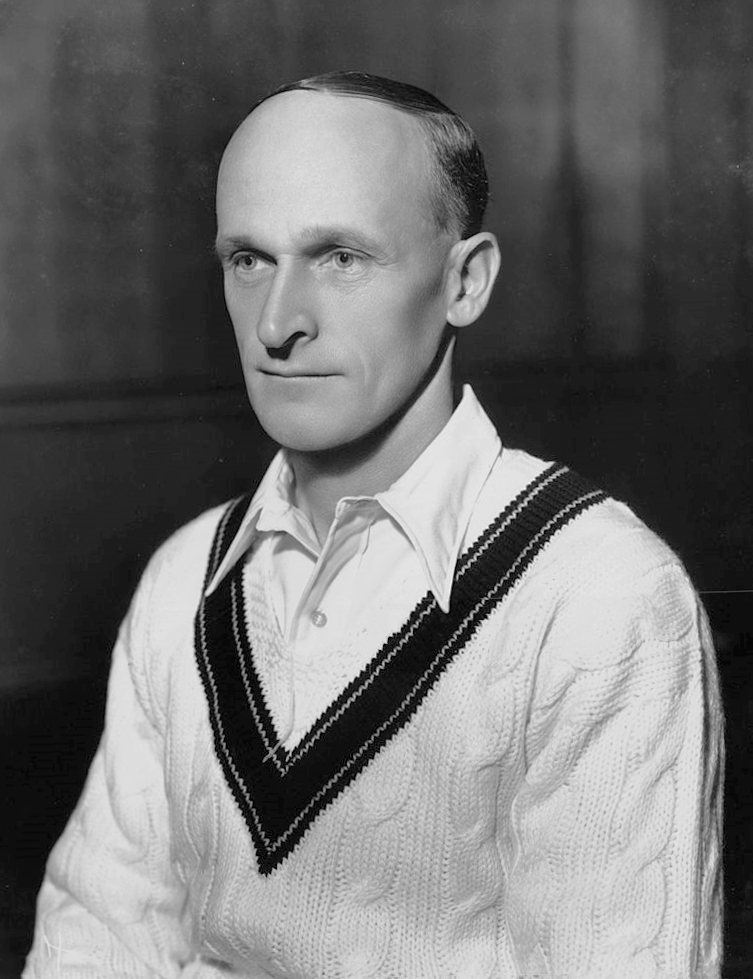
Clarrie Grimmett (1934)

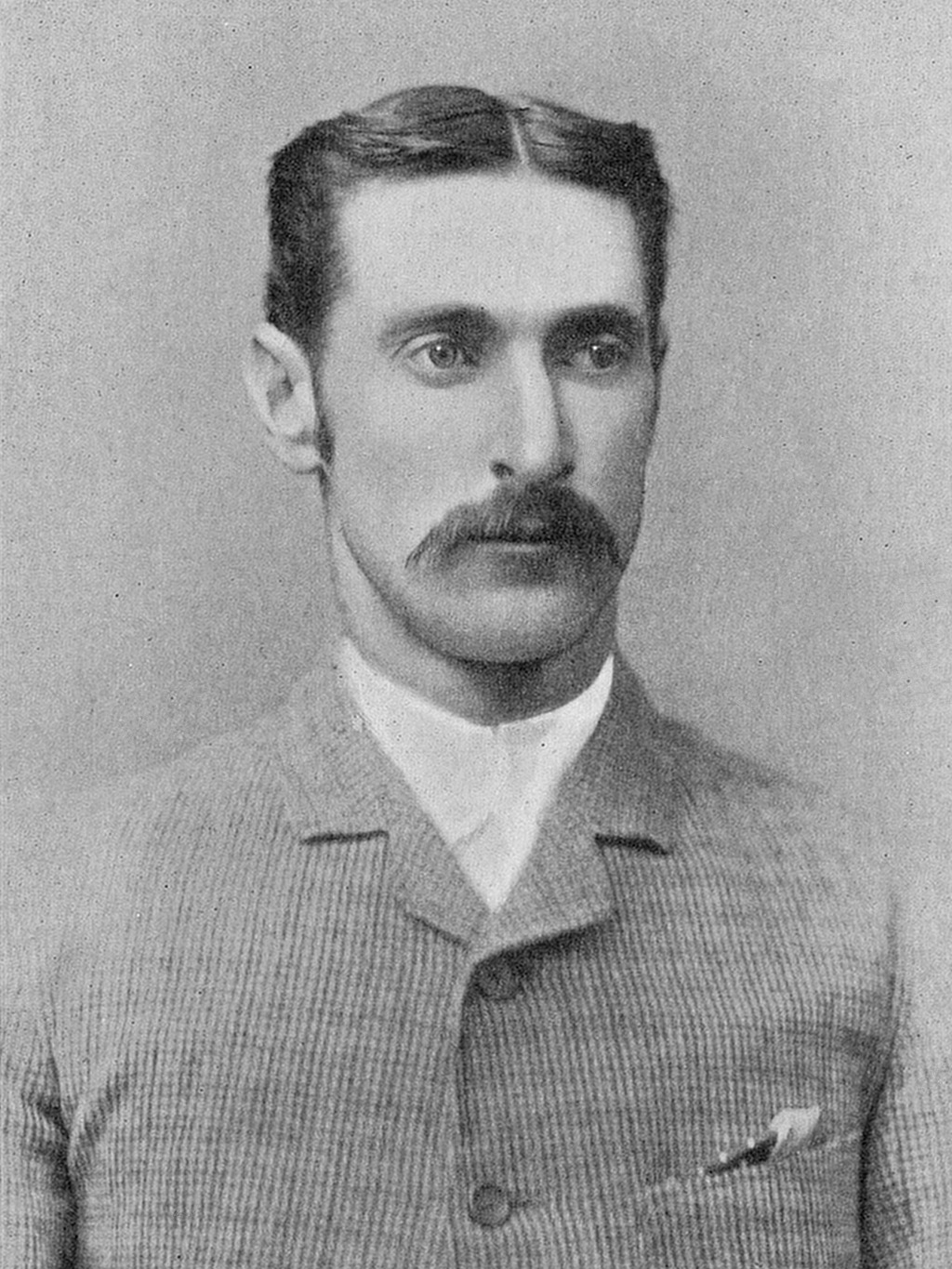
Frederick Spofforth (1897)

25 ehemalige australische Spieler wurden aufgrund ihrer herausragenden Leistungen in die ICC Cricket Hall of Fame aufgenommen:
| Spieler             | Position             | Aufnahme |
| ------------------- | -------------------- | -------- |
| Richie Benaud       | All-rounder          | 2009     |
| Allan Border        | Middle order Batter  | 2009     |
| Donald Bradman      | Batter               | 2009     |
| Greg Chappell       | Batter               | 2009     |
| Ian Chappell        | Batter               | 2009     |
| Alan Davidson       | All-rounder          | 2011     |
| Adam Gilchrist      | Wicket-Keeper-Batter | 2013     |
| Clarrie Grimmett    | Bowler               | 2009     |
| Neil Harvey         | Top order Batter     | 2009     |
| Matthew Hayden      | Top order Batter     | 2025     |
| Dennis Lillee       | Bowler               | 2009     |
| Ray Lindwall        | All-rounder          | 2009     |
| Rod Marsh           | Wicket-Keeper        | 2009     |
| Stan McCabe         | All-rounder          | 2021     |
| Glenn McGrath       | Bowler               | 2012     |
| Keith Ross Miller   | All-rounder          | 2009     |
| Arthur Morris       | Batter               | 2016     |
| Monty Noble         | All-rounder          | 2021     |
| Bill O’Reilly       | Bowler               | 2009     |
| Ricky Ponting       | Batter               | 2018     |
| Bob Simpson         | All-rounder          | 2014     |
| Frederick Spofforth | Bowler               | 2011     |
| Victor Trumper      | Batter               | 2009     |
| Shane Warne         | Bowler               | 2013     |
| Steve Waugh         | Batter               | 2009     |

### Spielerstatistiken
Insgesamt haben für Australien 471 Spieler Tests, 249 Spieler ODIs und 111 Spieler T20Is gespielt. Im Folgenden sind die Spieler aufgeführt, die für die australische Mannschaft die meisten Runs und Wickets erzielt haben.

#### Runs
| Test                 | Test                 | Test                 | Test                 | ODI                  | ODI                  | ODI                  | ODI                  | T20I                 | T20I                 | T20I                 | T20I                 |
| Spieler              | Zeitraum             | Tests                | Runs                 | Spieler              | Zeitraum             | ODIs                 | Runs                 | Spieler              | Zeitraum             | T20Is                | Runs                 |
| -------------------- | -------------------- | -------------------- | -------------------- | -------------------- | -------------------- | -------------------- | -------------------- | -------------------- | -------------------- | -------------------- | -------------------- |
| Ricky Ponting        | 1995–2012            | 168                  | 13.378               | Ricky Ponting        | 1995–2012            | 374                  | 13.589               | David Warner         | 2009–2024            | 110                  | 3.277                |
| Allan Border         | 1978–1994            | 156                  | 11.174               | Adam Gilchrist       | 1996–2008            | 286                  | 09.595               | Aaron Finch          | 2011–2022            | 103                  | 3.120                |
| Steve Waugh          | 1985–2004            | 168                  | 10.927               | Mark Waugh           | 1988–2002            | 244                  | 08.500               | Glenn Maxwell        | 2012–heute           | 116                  | 2.664                |
| Steve Smith          | 2010–heute           | 117                  | 10.350               | Michael Clarke       | 2003–2015            | 245                  | 07.981               | Mitchell Marsh       | 2011–heute           | 065                  | 1.629                |
| David Warner         | 2011–2024            | 112                  | 08.786               | Steve Waugh          | 1986–2002            | 325                  | 07.569               | Shane Watson         | 2006–2016            | 058                  | 1.462                |
| Stand: 15. Juni 2025 | Stand: 15. Juni 2025 | Stand: 15. Juni 2025 | Stand: 15. Juni 2025 | Stand: 15. Juni 2025 | Stand: 15. Juni 2025 | Stand: 15. Juni 2025 | Stand: 15. Juni 2025 | Stand: 15. Juni 2025 | Stand: 15. Juni 2025 | Stand: 15. Juni 2025 | Stand: 15. Juni 2025 |

#### Wickets
| Test                 | Test                 | Test                 | Test                 | ODI                  | ODI                  | ODI                  | ODI                  | T20I                 | T20I                 | T20I                 | T20I                 |
| Spieler              | Zeitraum             | Tests                | Wickets              | Spieler              | Zeitraum             | ODIs                 | Wickets              | Spieler              | Zeitraum             | T20Is                | Wickets              |
| -------------------- | -------------------- | -------------------- | -------------------- | -------------------- | -------------------- | -------------------- | -------------------- | -------------------- | -------------------- | -------------------- | -------------------- |
| Shane Warne          | 1992–2007            | 145                  | 708                  | Glenn McGrath        | 1993–2007            | 249                  | 380                  | Adam Zampa           | 2016–heute           | 95                   | 117                  |
| Glenn McGrath        | 1993–2007            | 124                  | 563                  | Brett Lee            | 2000–2012            | 221                  | 380                  | Mitchell Starc       | 2012–heute           | 65                   | 079                  |
| Nathan Lyon          | 2011–heute           | 137                  | 553                  | Shane Warne          | 1993–2003            | 193                  | 291                  | Josh Hazlewood       | 2013–heute           | 52                   | 067                  |
| Mitchell Starc       | 2011–heute           | 097                  | 387                  | Mitchell Starc       | 2010–heute           | 127                  | 244                  | Pat Cummins          | 2011–heute           | 57                   | 66                   |
| Dennis Lillee        | 1971–1984            | 070                  | 355                  | Mitchell Johnson     | 2005–2015            | 153                  | 239                  | Ashton Agar          | 2016–heute           | 49                   | 49                   |
| Stand: 15. Juni 2025 | Stand: 15. Juni 2025 | Stand: 15. Juni 2025 | Stand: 15. Juni 2025 | Stand: 15. Juni 2025 | Stand: 15. Juni 2025 | Stand: 15. Juni 2025 | Stand: 15. Juni 2025 | Stand: 15. Juni 2025 | Stand: 15. Juni 2025 | Stand: 15. Juni 2025 | Stand: 15. Juni 2025 |

### Mannschaftskapitäne
Bisher haben insgesamt 47 Spieler als Kapitän für Australien bei einem Testmatch fungiert, 30 für ein ODI und 14 für ein T20I.
| Test | Test              | Test       | ODI            | ODI        | T20I           | T20I       |
| Nr.  | Name              | Zeitraum   | Name           | Zeitraum   | Name           | Zeitraum   |
| ---- | ----------------- | ---------- | -------------- | ---------- | -------------- | ---------- |
| 1    | Dave Gregory      | 1877–1879  | Bill Lawry     | 1971       | Ricky Ponting  | 2005–2009  |
| 2    | Billy Murdoch     | 1880–1890  | Ian Chappell   | 1972–1975  | Adam Gilchrist | 2007       |
| 3    | Tom Horan         | 1885       | Greg Chappell  | 1975–1983  | Michael Clarke | 2007–2010  |
| 4    | Hugh Massie       | 1885       | Bob Simpson    | 1978       | Brad Haddin    | 2009       |
| 5    | Jack Blackham     | 1885–1894  | Graham Yallop  | 1979       | Cameron White  | 2011       |
| 6    | Tup Scott         | 1886       | Kim Hughes     | 1979–1984  | George Bailey  | 2012–2014  |
| 7    | Percy McDonnell   | 1887–1888  | David Hookes   | 1983       | Aaron Finch    | 2014–2022  |
| 8    | George Giffen     | 1894–1895  | Allan Border   | 1985–1994  | Steve Smith    | 2015–2016  |
| 9    | Harry Trott       | 1896–1898  | Ray Bright     | 1986       | Shane Watson   | 2016       |
| 10   | Joe Darling       | 1899–1905  | Geoff Marsh    | 1987–1991  | David Warner   | 2016–2018  |
| 11   | Hugh Trumble      | 1902       | Mark Taylor    | 1992–1997  | Matthew Wade   | 2020–2022  |
| 12   | Monty Noble       | 1903–1909  | Ian Healy      | 1996–1997  | Mitchell Marsh | 2023–heute |
| 13   | Clem Hill         | 1910–1912  | Steve Waugh    | 1997–2002  | Travis Head    | 2024       |
| 14   | Syd Gregory       | 1912       | Shane Warne    | 1998–1999  | Josh Inglis    | 2024       |
| 15   | Warwick Armstrong | 1920–1921  | Adam Gilchrist | 2001–2007  |                |            |
| 16   | Herbie Collins    | 1921–1926  | Ricky Ponting  | 2002–2012  |                |            |
| 17   | Warren Bardsley   | 1926       | Michael Hussey | 2006–2007  |                |            |
| 18   | Jack Ryder        | 1928–1929  | Michael Clarke | 2008–2015  |                |            |
| 19   | Bill Woodfull     | 1930–1934  | Cameron White  | 2011       |                |            |
| 20   | Vic Richardson    | 1935–1936  | Shane Watson   | 2012–2013  |                |            |
| 21   | Donald Bradman    | 1936–1948  | George Bailey  | 2013–2015  |                |            |
| 22   | Bill Brown        | 1946       | Steve Smith    | 2015–2025  |                |            |
| 23   | Lindsay Hassett   | 1949–1953  | David Warner   | 2016       |                |            |
| 24   | Arthur Morris     | 1951–1954  | Aaron Finch    | 2017–2022  |                |            |
| 25   | Ian Johnson       | 1954–1956  | Tim Paine      | 2018       |                |            |
| 26   | Ray Lindwall      | 1956       | Alex Carey     | 2021       |                |            |
| 27   | Ian Craig         | 1957–1958  | Pat Cummins    | 2022–heute |                |            |
| 28   | Richie Benaud     | 1958–1963  | Josh Hazlewood | 2022       |                |            |
| 29   | Neil Harvey       | 1961       | Mitchell Marsh | 2023       |                |            |
| 30   | Bob Simpson       | 1964–1978  | Josh Inglis    | 2024       |                |            |
| 31   | Brian Booth       | 1965–1966  |                |            |                |            |
| 32   | Bill Lawry        | 1968–1971  |                |            |                |            |
| 33   | Barry Jarman      | 1968       |                |            |                |            |
| 34   | Ian Chappell      | 1971–1975  |                |            |                |            |
| 35   | Greg Chappell     | 1975–1983  |                |            |                |            |
| 36   | Graham Yallop     | 1978–1979  |                |            |                |            |
| 37   | Kim Hughes        | 1979–1984  |                |            |                |            |
| 38   | Allan Border      | 1984–1994  |                |            |                |            |
| 39   | Mark Taylor       | 1994–1999  |                |            |                |            |
| 40   | Steve Waugh       | 1999–2004  |                |            |                |            |
| 41   | Adam Gilchrist    | 2000–2004  |                |            |                |            |
| 42   | Ricky Ponting     | 2004–2010  |                |            |                |            |
| 43   | Michael Clarke    | 2011–2015  |                |            |                |            |
| 44   | Shane Watson      | 2013       |                |            |                |            |
| 45   | Steve Smith       | 2014–hede  |                |            |                |            |
| 46   | Tim Paine         | 2018–2021  |                |            |                |            |
| 47   | Pat Cummins       | 2021–heute |                |            |                |            |

## Bilanz
Die Mannschaft hat die folgenden Bilanzen gegen die anderen Vollmitglieder des ICC im Test-, ODI- und T20I-Cricket (Stand: 15. Juni 2025).
| Gegner      | Tests | Tests | Tests | Tests | Tests | ODIs | ODIs | ODIs | ODIs | ODIs | T20Is | T20Is | T20Is | T20Is | T20Is |
| Gegner      | Sp.   | S     | U     | N     | R     | Sp.  | S    | U    | N    | NR   | Sp.   | S     | U     | N     | NR    |
| ----------- | ----- | ----- | ----- | ----- | ----- | ---- | ---- | ---- | ---- | ---- | ----- | ----- | ----- | ----- | ----- |
| Afghanistan | 0     | 0     | 0     | 0     | 0     | 5    | 4    | 0    | 0    | 1    | 2     | 1     | 0     | 1     | 0     |
| Bangladesch | 6     | 5     | 0     | 1     | 0     | 22   | 20   | 0    | 1    | 1    | 11    | 7     | 0     | 4     | 0     |
| England     | 361   | 152   | 0     | 112   | 97    | 162  | 92   | 2    | 65   | 3    | 26    | 12    | 0     | 12    | 2     |
| Indien      | 112   | 48    | 1     | 33    | 30    | 152  | 84   | 0    | 58   | 10   | 32    | 11    | 0     | 20    | 1     |
| Irland      | 0     | 0     | 0     | 0     | 0     | 5    | 4    | 0    | 0    | 1    | 2     | 2     | 0     | 0     | 0     |
| Neuseeland  | 62    | 36    | 0     | 8     | 18    | 142  | 96   | 0    | 39   | 7    | 19    | 13    | 1     | 5     | 0     |
| Pakistan    | 72    | 37    | 0     | 15    | 20    | 111  | 71   | 1    | 36   | 3    | 28    | 14    | 1     | 12    | 1     |
| Simbabwe    | 3     | 3     | 0     | 0     | 0     | 33   | 29   | 0    | 3    | 1    | 3     | 2     | 0     | 1     | 0     |
| Sri Lanka   | 35    | 22    | 0     | 5     | 8     | 105  | 64   | 0    | 37   | 4    | 26    | 15    | 1     | 10    | 0     |
| Südafrika   | 102   | 54    | 0     | 27    | 21    | 110  | 51   | 3    | 55   | 1    | 25    | 17    | 0     | 8     | 0     |
| West Indies | 120   | 61    | 1     | 33    | 25    | 146  | 79   | 3    | 61   | 3    | 22    | 11    | 0     | 11    | 0     |

## Internationale Turniere

### World Test Championship
- 2019–2021: 3. Platz
- 2021–2023: Sieger
- 2023–2025: 2. Platz
- 2025–2027: qualifiziert

### Cricket World Cup
- 1975: 2. Platz
- 1979: Vorrunde
- 1983: Vorrunde
- 1987: Sieger
- 1992: Vorrunde
- 1996: 2. Platz
- 1999: Sieger
- 2003: Sieger
- 2007: Sieger
- 2011: Viertelfinale
- 2015: Sieger
- 2019: Halbfinale
- 2023: Sieger
- 2027: noch ausstehend
- 2031: noch ausstehend

### Champions Trophy
- 1998: Viertelfinale
- 2000: Viertelfinale
- 2002: Halbfinale
- 2004: Halbfinale
- 2006: Sieger
- 2009: Sieger
- 2013: Vorrunde
- 2017: Vorrunde
- 2025: Halbfinale
- 2029: noch ausstehend

### T20 World Cup
- 2007: Halbfinale
- 2009: Vorrunde
- 2010: 2. Platz
- 2012: Halbfinale
- 2014: Super 10
- 2016: Super 10
- 2021: Sieger
- 2022: Super 12
- 2024: Super 8
- 2026: qualifiziert
- 2028: noch ausstehend
- 2030: noch ausstehend